# Anglický park
Anglický park (nazývaný také anglická zahrada) je styl krajinářského parku nebo zahrady, který vznikl v Anglii na počátku 18. století, a rozšířil se po celé Evropě. Nahradil formálnější, symetrické francouzské zahrady vzniklé v 17. století jako hlavní zahradnický styl v Evropě. O výtvarnou hodnotu anglického parku se zasloužil především William Kent (1685–1748). Prvními propagátory anglických parků byl filosof Joseph Addison a básník Alexander Pope. Nejznámější postavou stylu anglické zahrady je však Lancelot „Capability“ Brown (1716–1783). Změny v architektuře zahrad a parků, především jejich směr zcela korespondoval se změnami ve společnosti a kultuře mezi 17. a 19. stoletím.
Typické úpravy zahradní architektury v anglickém parku, či takto upravené zahradě, jsou prováděny podle zásad sadovnické tvorby.

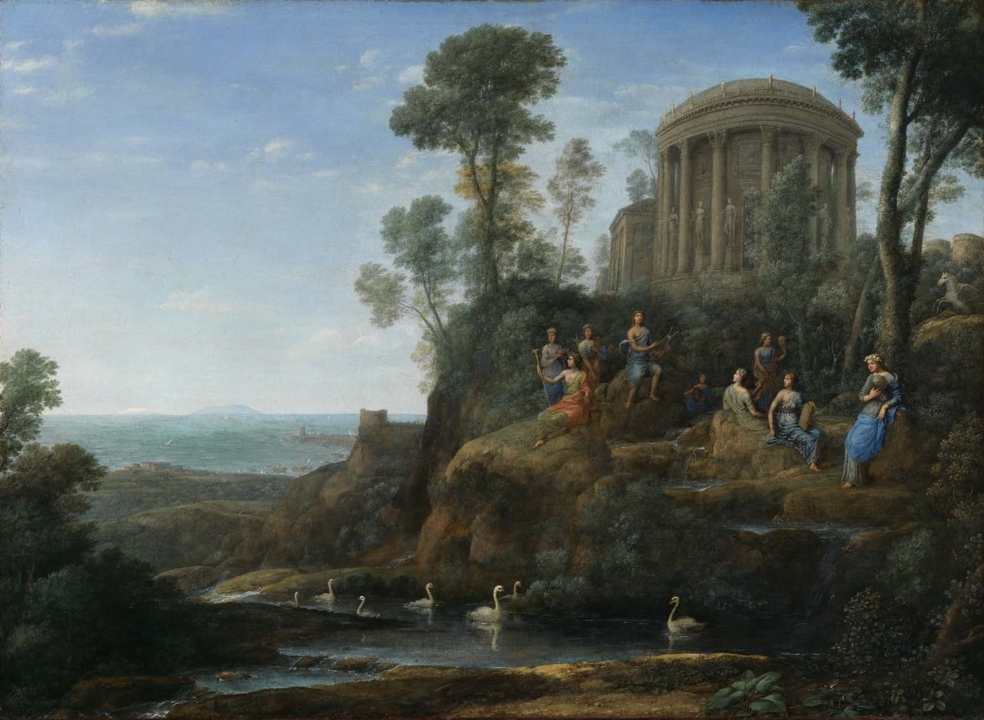
Malba Clauda Lorraina inspirovala Stourhead a jiné anglické parky

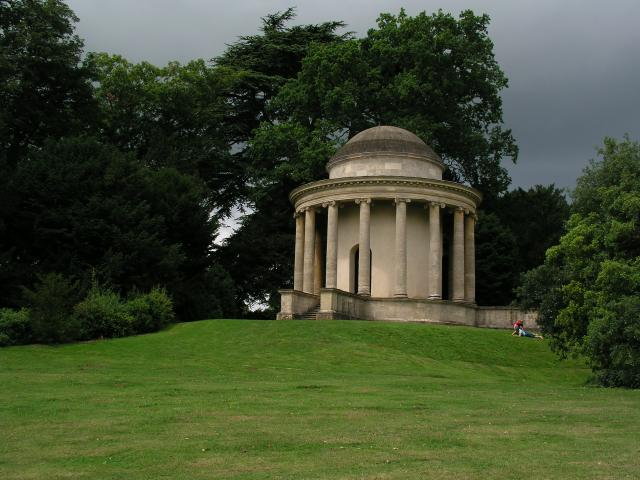
Chrám antické ctnosti (The Temple of Ancient Virtue) ve Stowe od Williama Kenta z roku 1737

## Synonyma
Anglický krajinářský park, anglická zahrada, anglický přírodně krajinářský park.

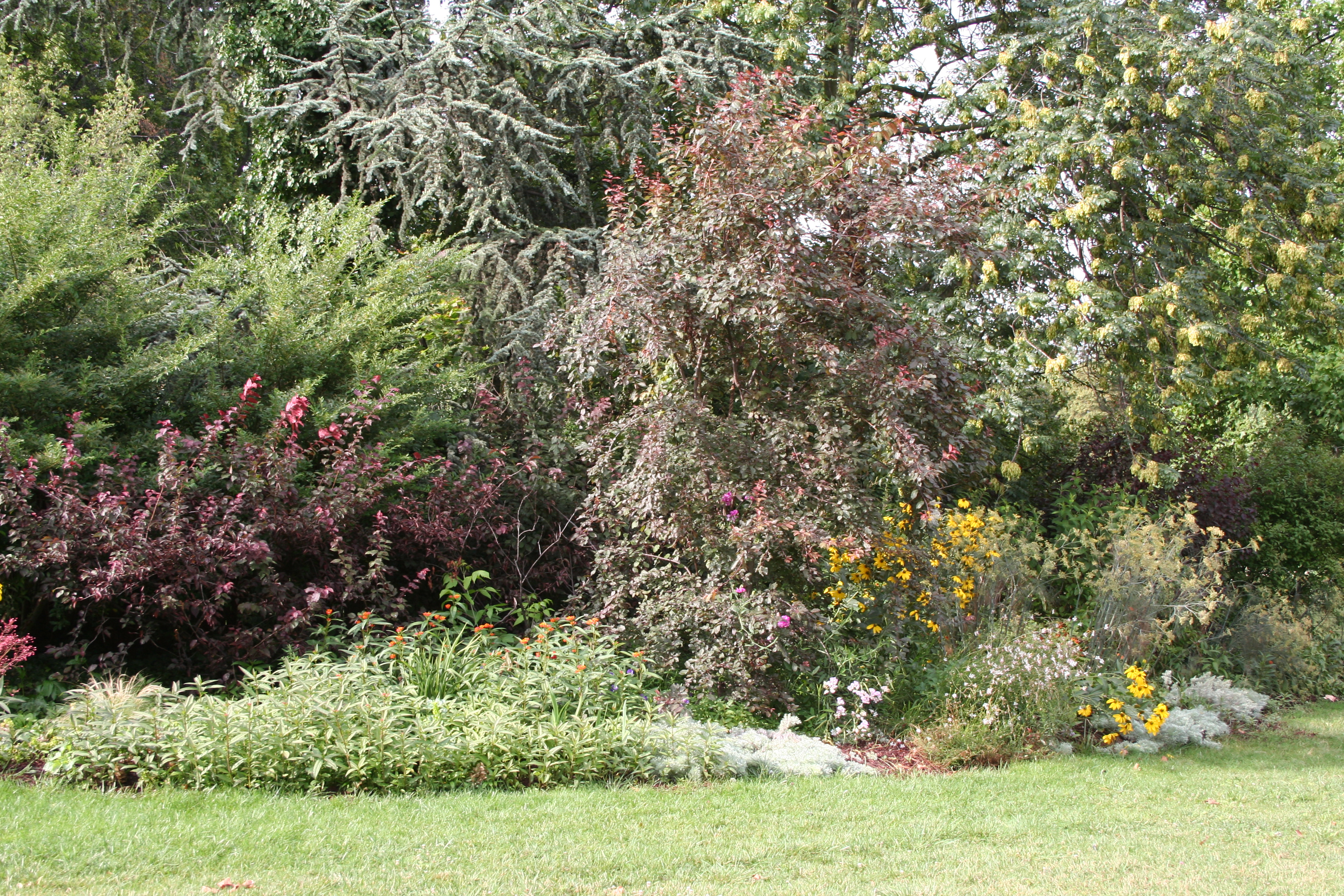
Květiny v anglickém parku lze najít pouze výjimečně, Bois de Vincennes (Paříž, Francie).

## Historie

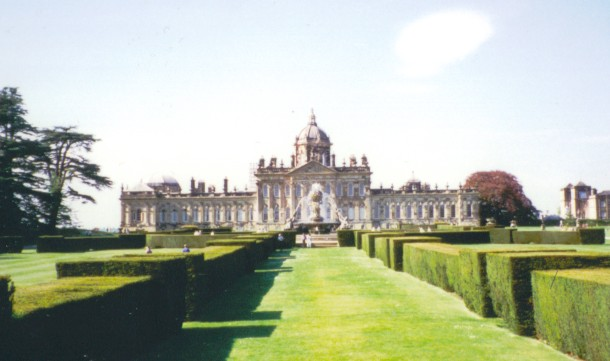
Park u hradu Howard (1699–1712), předchůdce anglické zahrady modelovaný podle zahrady ve Versailles

### Motivy změny slohu
Společnost byla v 17. století přesycena přehnanou, stále se opakující pravidelností francouzských zahrad. Rozšíření a koncepce anglických parků je reakcí na změnu filosofie a lidského myšlení, na principy renesance, humanismu a nastupující romantismus. Je projekcí tohoto snivého, pohádkového vidění světa do zahradní architektury. Tlak na změnu slohu byl v 18. století již dlouhodobý a silný. Sílu odporu k pravidelným parkům ve společnosti, především u společenských elit, prokazují práce umělců i politické projevy v parlamentu, ještě před začátkem formování koncepce anglického parku. Joseph Warton a Lord Walpole ve své Essay on Pope a později ve své History of Modern Gardening (Historie moderního zahradničení) přisuzuje první myšlenku anglického parku Miltonovi, a Warton dodává, že dílo Seasons od Thomsona možná mělo velmi značný vliv na vznik přírodně krajinářského stylu.
Změna tak byla doprovázena spíše hledáním vhodného vzoru než váháním. Proměna z jedno slohu v sdruhý byla doprovázena uvolňováním některých zásad podstatných u barokních parků, například pravidelně stříhané keře nebyly řezány atp. Sílu odporu proti pravidelnému slohu ilustruje exploze módy anglického parku, je popisována jako šílenství, které zaplavilo ostrovy.
Rozšíření koncepce anglického přírodně krajinářského parku je reakcí na změnu filosofie a lidského myšlení, na principy renesance, humanismu a nastupujícího romantismu. Je projekcí tohoto snivého, pohádkového vidění světa do zahradní architektury. Anglické zahrady proto vždy zobrazovaly idealizovaný pohled na přírodu, ale nikoli spoutaný pravidly, ale nesený představami. Předlohy parků byly často inspirovány obrazy krajin Clauda Lorraina a Nicolase Poussina. Obvykle bylo součástí parku i jezero, vysoko sekané trávníky, souvislé skupiny stromů a napodobeniny chrámů, gotických zřícenin, mostů a další malebné architektury, nebo i jeskyní. Jako celek byl park navržen tak, aby dával dojem idylické krajiny. Do konce osmnáctého století anglický park částečně napodoboval park francouzský (například v parcích v Petrohradu v Rusku, v Carském Selu, zahradách Kateřiny Veliké). Měl velký vliv na podobu veřejných parků a zahrad po celém světě.

#### Jiné teorie
Podle některých tvrzení však důvodem vzniku koncepce anglického parku v Anglii byla i blízkost Golfského proudu a tedy častá přítomnost hustých mlh v tamější krajině, která naprosto znehodnocovala hlavní kvality francouzského parku – využití perspektivy a širokého rozhledu do barevné a členité zahrady. Další nepodložená teorie hovoří sociálních motivech, nákladnosti francouzských parků na údržbu a chudnoucí šlechtě. Přesto byly po vzoru barokních parků a zahrad jednak v Anglii vytvářeny další, i v době největšího rozmachu anglických zahrad, a jednak byly parky v pravidelném slohu udržovány.
Jiná teorie hovoří o nezbytnosti nalézt prostor a využití kvetení pro velké množství okrasných keřů a stromů nově dovážených z Ameriky v první polovině osmnáctého století. Tyto informace šířil Delcuze, historik botaniky a okrasných rostlin, který se snaží dokázat, že anglický sloh zahradního umění vznikl v Itálii.

### Období předcházející vzniku
V 18. století během vlády královny Anny Daines Barrington, který přijal místo v královských zahradách, pokryl plochu před ohromnou terasou ve Windsoru trávníkem. Wise, který byl učněm zahradního mistra Rose, a stal se také královským zahradníkem, přeměnil štěrkoviště na křoviny s vinutými cestami, které Addisona ohromily. Bridgeman odstranil tvarované stálezelené dřeviny a cizozemské divoké scenérie z ploch v Richmondském parku, ale stále ještě ponechal stříhané aleje, ačkoli ponechal přírodnímu růstu centrální části mas dřevin, kterými aleje procházely. Úpravy parků u sídel jako jsou Blenheim, Castle Howard, Cranbourne, Bushy Park, Edger, Althorpe, New Park, Bowden, Hackwood, Wrest byly navrženy zhruba mezi léty 1660 a 1713. Konec období formálního stylu se však blížil.
Za vlády Jiřího II. lze sledovat u šlechty vzestup preferencí úprav, které postupně vymodelovaly styl přírodně krajinářských zahrad. Královna Karolína zvětšila a znovuvysadila Kensington Gardens a vytvořila to, co je nyní nazýváno Serpentine River, řetězec oddělených rybníků. To byl odvážný krok, jdoucí po cestě vedoucí ke změně vkusu. Lord Bathurst informoval Dainese Barringtona, že byl prvním, kdo se odchýlil od přímky ve vytvořených vodních nádržích, následováním přírodních linek údolí, při vedení potoka v Ryskins, blízko Colebrooku. Tehdy lord Strafford myslil, že tak učinil z chudoby nebo ekonomických důvodů, a požádal jej, aby spravoval majetek slušně a zaplatil si vyhloubení přímé strouhy.

### Polemika o původu
Ačkoliv nápad tvorby přírodních zahrad vznikl patrně jako snaha o realizaci kopie přirozené přírody básníky, je oprávněně předpokládáno, že přírodně krajinářské parky převzaly své základní principy, svoji koncepci tvorby, z klasických čínských zahrad, ačkoliv se v mnoha směrech liší.
Počátek tohoto stylu, a kým a kde byl poprvé vynalezen, vyvolal mnoho diskuzí. Kontinentální národy obecně tvrdí, že angličtí zahradní architekti jej zkopírovali od Číňanů. Vznik anglických zahrad je podle některých autorů popisován jako reakce na zprávy o čínských a japonských zahradách, které pronikly nejdříve do Anglie a přispěly ke vzniku nepravidelně řešených zahrad. Tyto zahradní styly se však od anglického parku přesto dosti zásadně liší, protože evropské a asijské filosofické a mystické směry, jejich hodnoty a kritéria úspěšnosti a měřítka krásy jsou a vždy byly značně odlišné.
Gabriel Thouin a Malacame Angličanům upírali i zásluhy, že jako první okopírovali nebo vymysleli tento styl, s tím, že nárokují původ pro jejich zemi. Gabriel Thouin tvrdí, že první příklad byl dán Dufresnoyem, pařížským architektem. Malacame tvrdil, že prvenství náleží Padově. Co se týče literatury, Loudon se domnívá, že první zmínky o přírodně krajinářském stylu v Itálii jsou nesporně od Tassa (viz Dissertazione su i Giardini inglese, od Hippolyta Pondemonteho, Verona, 1817). Delcuze, historik botaniky a okrasných rostlin, (Annates du muzea, svazek VIII., 1806) se obšírně snaží dokázat, že tento nový styl zahradního umění vznikl z nutnosti nalézt prostor pro velké množství okrasných keřů a stromů nově dovážených z Ameriky v první polovině osmnáctého století. Boettinger, v jeho Racemazionem Zur Gartenkunst der Alten přináší popis jeskyně Calypso Homérem, popis údolí Tempe od Aeliana (možná Claudius Aelianus), a Vaucluse Petrarcou v polovině osmnáctého století.
Britští autoři z počátku 19. století n. l. mají různé názory, co se týče počátků přírodně krajinářského stylu. Básník Gray (Life and Letters, letter to Mr. How, 1763) míní, že zručnost v zahradničení, nebo spíše návrhy zakládání parků (projektování parků), je jediný vynález, který mohou Britové nazývat svým vlastním. Připomíná, že Francie ani Itálie neměla nejmenší představu o možnosti projektovat výsadby.
George Mason, autor Essay on Design in Gardening (Eseje o zahradnickém designu), která byla vydána v roce 1768 a je jednou z nejranějších próz o tomto moderním stylu, zde píše „…pokud by záleželo jen na radách uznávaných autorit, lze stěží předpokládat že by už od nejranějších věků zvítězila nějaká významná změna vkusu.“ (Essay on Design in Gardening, str. 27). O čínském stylu zahradní architektury říká: „Stěží si mohl Sir William Temple představit, že za méně než půlstoletí se čínský styl zahradních úprav stane základem vkusu jeho země, nebo že by tak mnoho prospěchářů dokázalo ohromnou oprávněnost jeho pozorování, a prokázalo svou prací, jak obtížné je uspět v tomto oboru. Tomuto vrtošivému cvičení rozmarů, může být moderní pokrok v zahradničení především připsán.“ (Essay on Design in Gardening, str 50). Nikdo nebyl nadšenější obdivovatel klasiky, vřelejší vlastenec, nebo přísnější kritik, než George Mason, což vyplývá i z další části jeho práce (Discussion on Kent, str. 105). Byl si velmi dobře vědom, když psal výše uvedené pasáže, že počátky přírodně krajinářského stylu je možné obecně vystopovat právě u Kenta. Odtud by měl být otevřeně a nezaujatě odvozován původ pokusů anglických architektů o čínský zahradnický styl.
W. Shenstone prosazoval tzv. okrasný statek, pojmenovaný „ferme ornée“.

### První pokusy
Principy moderní zahradní architektury byly nesporně položeny pracemi anglických spisovatelů. Addison a Pope připravili pro nový zahradnický směr pevný základ filozofických principů. Addisonova Imagination byla zveřejněna v roce 1712 a Popeho oslavovaný Guardian on Verdant Sculpture v roce 1713. Pope zde útočil na zelené sochy a pravidelně vysázené háje starověkého stylu (bosket) výsměchem.
Pope a Addison ilustrují rovněž první praktické příklady moderní zahradní architektury. Addison a Pope také v praxi realizovali své představy. Některé zdroje Popeho zahradu popisují jako divočinu s přemírou přírodních prvků a naivních doplňků. Addison údajně propojil zelinářskou zahradou a záhony květin. Podle popisu se mohla podobat pozdější rokokové nebo holandské zahradě.
Sbírku nákresů zahrad směšujících volné křivky a pravidelné vzory lze najít v sadovnickém vzorníku Batty Langleye z roku 1728. Přechod mezi formálním stylem úprav barokního parku a nepravidelným stylem anglického parku lze vidět nejlépe v dílech W. Kenta, v Chiswicku, nebo v zahradě u Stowe House. Jen o málo přísnější úprava by park zařadila mezi díla pokračovatelů Le Nôtreho a více rozvolněná struktura a odstranění symetrie by park zařadila naopak mezi anglické přírodně krajinářské parky.
Předchůdcem anglického přírodně krajinářského parku v Anglii byly velké parky vytvořené sirem Johnem Vanbrughem (1664–1726) a Nicholasem Hawksmoorem u zámku Howard (1699–1712), v Blenheimském paláci (1705–1722) a v zahradě Claremont Landscape Garden na Claremont House (1715–1727). Tyto zahrady modelované podle zahrad ve Versailles, byly navrženy tak, aby působily dojmem velikosti a vznešenosti.
První přírodně krajinářské parky byly jen stěží rozeznatelné od francouzské zahrady, která při rozšíření do okolí, zvláště ve svém pozdním období, s rostoucí vzdáleností od ústředního sídla zpravidla ztrácí na přísnosti a mizí i přísně stříhané keře. Bylo tedy nutné znát růst dřevin a přirozený habitus, což bylo nyní nejen náročné na znalosti botaniky, dobrý zahradní architekt musel mít umělecké cítění a invenci. Zahradní architekt nemohl být nyní pouhý matematik a zeměměřič držící se několika stereotypů.

### Rané anglické parky
Původ a zavedení přírodně krajinářských zahrad v Anglii je dílem Addisona, Popeho, Bridgemana a Kenta. Různé odchylky z přísné jednotnosti, nebo lépe, různé pokusy o úspěch v napodobení čínského zahradního slohu, získaly nový a rozhodující charakter pod vedením Kenta.
Bridgeman odstranil topiari a vytvořil části výsadby, které působily jako lesní scenérie, na zahradě v Richmondu „ale stále se neodchýlil od přísné souměrnosti.“ Na rozdíl od Kenta, který dokázal „realizovat krásné popisy básníků….“ Kent tento způsob použil poté, co Bridgeman začal provádět inovativní úpravy starého pravidelného stylu. Mezi těmito inovacemi bylo velkou změnou odstranění zdí, které tvořily hranice, zavedení „Ha!- Ha!“, soulad trávníku s parkem následovaly.

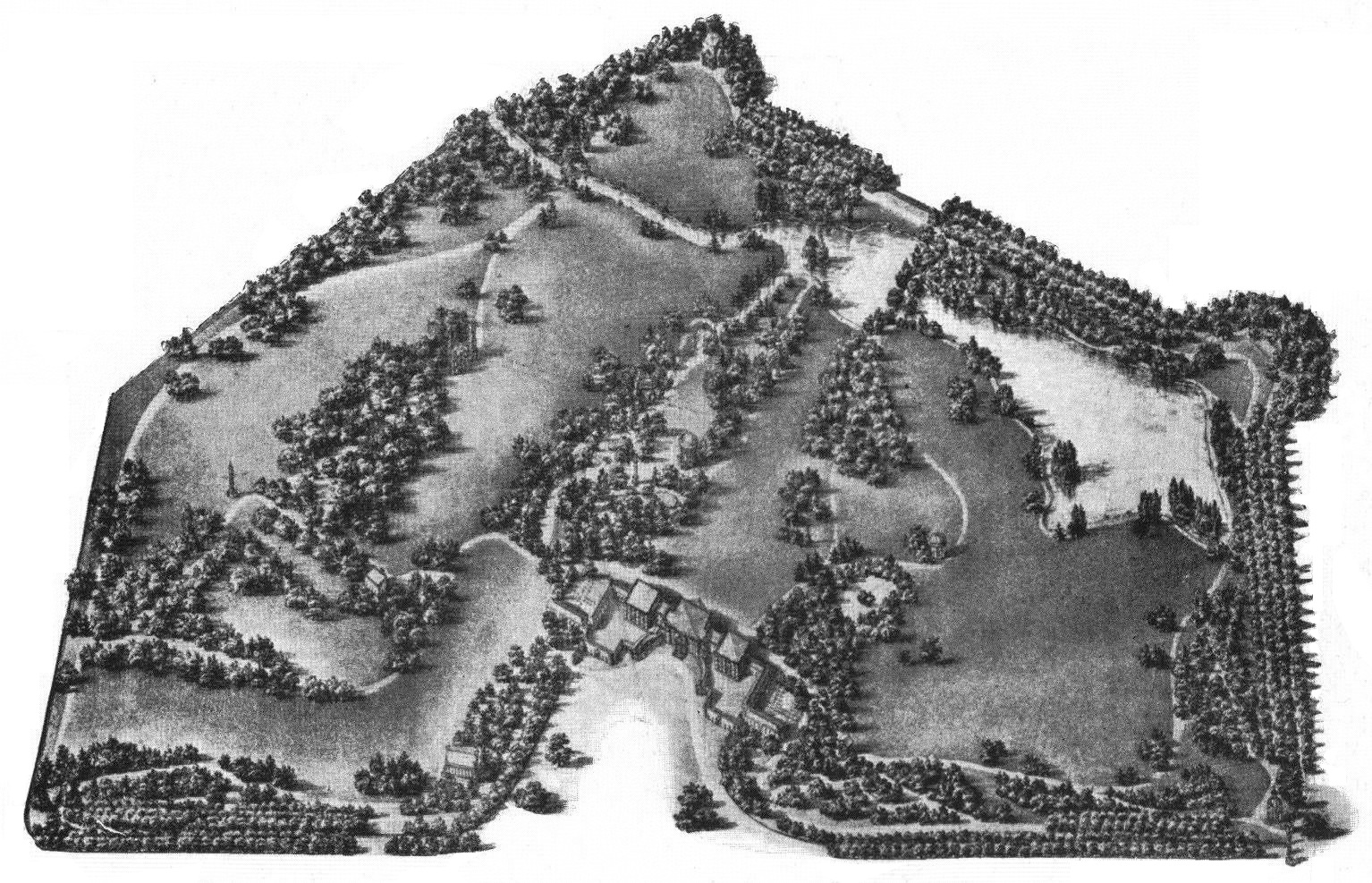
Stowe v roce 1910

Malebná krása byla v Británii málo ceněna do časů Popeho. Popularita nového stylu v Británii a následně v celé Evropě pak ale rychle rostla, vlivem umělců a spisovatelů. První zahrady upravené v přírodně krajinářském stylu popsali Shenstone, G. Mason a Whately v pracích o zahradničení. Stowe, jak se zdá, bylo prvním rozsáhlým sídlem, ve kterém byl použit styl anglického parku.
Lord Cobham se věnoval rekonstrukci parku Stowe ve stejné době, kdy Pope navrhoval úpravy své zahrady v Twickenhamu. Jeho lordstvo započalo s vylepšováním panství v roce 1714 a zaměstnalo Bridgemana, jehož plány a moderní názory proměnily starý Stowe z přísné kompozice starého (barokního) stylu na otevřenější a nepravidelný vzhled.
Park u Stowe House v Buckinghamshire (1730–1738) byl radikálním odklonem od klasických pravidel francouzské zahrady. Společnost Charlese Bridgemana vytvořila formální zahradu, s architektonickou výzdobou Johna Vanbrugha. Bridgeman do projektu zahrnul tehdy používaná symetrická osmiboká jezera a Rotondo (1720–1721) navržené Vanbrughem. O nejstarším stavu zahrady ve Stowe píše J.C.Loudon v Encyklopedii z roku 1822. Analýza plánů ukazuje původní zahradu ve francouzském stylu. Její obvod tvoří nepravidelný polygon, plochu zahrady člení paprskovitá stromořadí na polygonální boskety a boční partery.
Bridgemanovy úpravy Stowe z druhé čtvrtiny 18. století tvoří klasicistní etapu vývoje zahrady, kdy byly upraveny velkorysé prostory, pravidelné nádrže, boskety a travnaté partery bez dekoru. Prostory byly oživeny památníky a plastikami. Především však na rozdíl od starého půdorysného pojetí výsadby v parku nabývají nepravidelných rysů typických pro přírodně krajinářský park. Od roku 1730, William Kent a James Gibbs spolupracovali na Stowe House s Bridgemanem, který zemřel v roce 1738. Kent přepracoval jezera do přirozenějšího tvaru a vytvořil nový typ zahrady, kterou návštěvníci viděli jako malebnou krajinu.
Stowe postupně ozdobil Palladianský most (1738), Chrám Venuše v podobě Palladianské vily (1731), Chrám antické ctnosti (1737) se sochami slavných Řeků a Římanů, Chrám britských hrdinů (1734–1735) se sochami z britské historie a Chrám moderní ctnosti, který byl záměrně ponechán v troskách a který obsahoval bezhlavou sochu Roberta Walpola, Cobhamova politického rivala. Na Stowe později pracuje i Capability Brown.
Charakter Stowe byl zřejmý, píše Loudon, příroda představovala malou část, ale uměleckou část kompozice tvořila řada velkolepých budov. Výsledek byl jedinečný, ale spíše, jak se vyjádřil Pope, „úsilí o div světa“ než o dílo okouzlující představivost. Přátelé lorda Cobhama, jak se zdá, považovali jeho park za první v Anglii postavený v novém stylu, pokud lze soudit podle závěrečné řádky epitafu k jeho památce, umístěném na zahradě – „ET ELEGANTIORI HOTORUM CULTU HIS PRIMUM IN AGRIS ILLUSTRATO PATRIAM ORXAVIT, 1747“. Zahrada přitahovala návštěvníky z celé Evropy, včetně Jeana-Jacquese Rousseaua. Stala se inspirací pro krajinářské zahrady ve Velké Británii a na evropském kontinentu.

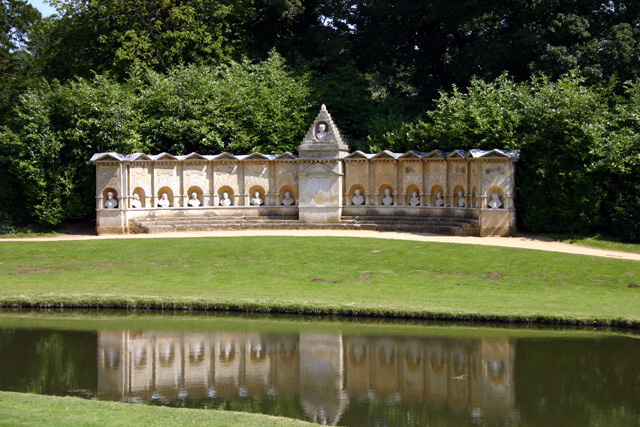
Stowe – Chrám britských hrdinů

Leasowes byl upraven jako poetický pozemek s pastvinami, farmou s chodníky vedenými skrz několik ohrad, napodobující běžnou hospodářskou usedlost. Ale selská stavení (ozdobné domy z kamenů), odpočívadla, vázy a nápisy byly příliš časté na to, aby celý pozemek vyvolával dojem běžné nebo dokonce upravené či zdobené anglické farmy. Ve skutečnosti to však bylo zamýšleno jako symbolické scény s častými narážkami na pastýřskou poezii. Pokud na to pohlédneme v tomto světle, jako na sentimentální farmu, tak byla právě tím, čím měla být. J. C. Loudon píše, že lituje, že Repton zaútočil na vkus Williama Shenstonea (1714 – 1763), „tohoto přívětivého muže“, pro špatný vkus a bezplánovitost, která, jak Loudon předpokládá, byla jeho záměrem. H. Repton vyčítá básníkovi Shenstonemu, že neozdobil „okolí svého domu takovým množstvím ozdobného trávníku nebo parku, které by odpovídalo velikostí sídla či rozsahu majetku“ a vytvořil okrasnou farmu, první „ferme ornée“. Repton byl v tomto soudu veden ohledem na přiměřenost, smysluplnost a ovšem také na běžný standard, upozorňoval na výsměch sedláků, kteří vidí jak špatně zachází se zděděnou půdou, a šlechticů, kteří jím v ústraní opovrhují, protože jeho sídlo není obklopeno parkem. J. C. Loudon se obává, že Leasowes by nikdy nebyl tak významným, pokud by Shenstone provedl takové úpravy, které H. Repton doporučoval, veden běžnou odbornou rutinou. Básník Shenstone později díky chybám birminghamského advokáta, do jehož rukou vložil správu dokumentů svého majetku, o tyto nemovitosti přišel. Farma byla již za jeho života zanedbaná, ačkoli cesty a mnoho odpočívadel a selských stavení ještě zůstalo. V roce 2009 jsou části parku rekonstruovány.
Umělci a mistři, kteří dali pevné rysy přírodnímu a přírodně krajinářskému stylu, byli podle Loudona Charles Bridgeman, William Kent, Thomas Wright (astronom z Durhamu, 1711–1786), Lancelot Brown a William Eames.

### Vrcholné období a počátek úpadku
Nejvýznamnější osobností slohu anglického parku je Lancelot Brown. Jako hlavní zahradník pracoval v Stowe až do roku 1750. Byl doporučen vévodovi Graftonovi, do Wakefield Lodge, Northamptonshire, kde prosadil vytvoření velkého jezera, což položilo základ jeho slávy a bohatství.
Reptonem je Brown považován za génia, nepochopeného nepraktickými teoretiky. Sám se těžko vyrovnává s jeho absolutně přesným smyslem pro krásu architektury přírodního stylu, zejména pro terénní úpravy a práci s vodními prvky, i po jeho smrti stále hledá její zdroj nebo vysvětlení. Pokouší se stále vysvětlovat Brownovy způsoby úprav  a je překvapen, když najde nedokonalosti v jeho pracích. Ale i pro Brownovy kritiky je zdroj jeho famózních schopností záhadou.
Loudon zdroj Brownovy geniality hledá ve smyslu pro malebnou krásu, kterým se proslavily významné práce Kenta, Hamiltona a Shenstonea, a také upozorňuje, jak mnoho se od nich liší. Ve stejném odstavci kritizuje, že v krátkém čase byly všechny zahrady a parky v Anglii stejné – kolem hranic pozemku obklíčeny pásem dřevin a na holině uprostřed se nacházelo několik shluků stromů a keřů, nebo dvě řeky na různých místech. „Tento popis je zkrátka možné použít na téměř každé místo v Británii upravené asi od roku 1740, kdy vznikla móda upravovat panství podle nového stylu, do roku 1785 nebo 1790, kdy ve velké míře upadla.“ Sir William Chambers napsal, že díky mánii pro rušení alejí nebylo po několika letech možné nalézt tři stromy v řadě za sebou.
První zkomolení, zkažení anglického stylu, přírodně krajinářského parku, říká Loudon, nastalo, když se tento styl stal módním a oblíbeným. Mělo se tak stát prokázanou pravdou, že „ve všech svobodných uměních je měřítkem míra geniality, nikoliv houf falešných následovníků poplatných době.“ Bláznění po úpravách ve stylu přírodně krajinářského slohu bylo takové, že poptávka po skutečných umělcích s vkusem brzy převýšila jejich nabídku. Umění bylo zjednodušeno na mechanické úpravy a z nové podoby umění zobrazujícího jednoduchost, eleganci, přirozenou přírodu se stal systém přidávání doplňků a uplatňování pevných forem, který v podstatě byl méně různorodý, než prehistorické formální styly. Umění přírodně krajinářských úprav bylo degradováno na tři formy úprav – „chomáče“, „pásy“, a jednotlivé stromy (clump, belt, solitéra). Pravidla byla jednoduchá: umístěte pás po obvodu, rozmístěte shluky a jednotlivé stromy uvnitř. Pokud výsledek vypadá jako les, je náročná práce zahradního architekta ukončena. Tyto plány byly vytvářeny nejen místními umělci, ale hlavně hlavně jistým anglickým mistrem (míněno Lancelotem „Capability“ Brownem), který na svých cestách sbíral zakázky na tyto plány, které kreslil po návratu. Neliší se od sebe úpravou, pouze velikostí. Jednotvárné produkty těchto mechanických úprav anglickému stylu brzy přinesly špatnou pověst. Vlastníci byli zesměšňováni, že vynakládají nesmírné částky k ničení starých alejí a lesů, a vysazují na jejich místech malé shluky mladých stromů, z žádného jiného důvodu, než že je to moderní.

#### Spor o malebnost
První symptomy nesouhlasu, které byly proneseny proti degradaci nového vkusu, jsou, zdá se, obsažený v dopisovém románu Village Memoirs (1775), kde básník doporučuje: „Móda nemůže vést práce, ale jen smysly architekta“. Malebné cestopisy Gilpina (1724–1804), publikované v různých intervalech od roku 1768 do roku 1790, měly hlavní vliv na formování vkusu. Krásy světla a stínu, obrysu, tvoření sledu a další přísady malebné krásy, nebyly nikdy předtím předvedeny anglické veřejnosti v podobně populárních spisů. Tyto práce byly s nadšením čteny a to zejména mladou generací a působily směrem k formování smyslu pro harmonii a vkusu pro přírodní scenérie, což je podle Loudona jediný bezpečný protijed proti obrození jednotvárnosti, kterou byly charakteristické zmiňované mechanické architektonické úpravy. Jednotvárnost stylu anglického parku podle Loudona dovedně ukázali Richard Payne Knight a Uvedale Price v Essays on the Picturesque.
Price doporučuje studium principů malby. Dává za příklad malby krajiny od Claude Lorraina. Spor Reptona a Priceho, stejně jako později spor zda jsou správné malebné nebo formální úpravy, zcela hýbe veřejným životem. Repton na Priceho poznámky reaguje a jako spisovatel, zahradní architekt a především praktik tvrdí, že je velký rozdíl mezi scénami v přírodě a obrazy na plátně a Priceho názory v poznámkách zesměšňuje:„Pan Price přiznává, že dvě malé potíže se vyskytují v uvedení těchto projektů plně do praxe, totiž, že „nevidí žádné příklady komínů a jen několik málo strmých střech, kde pěkné obrazy mohou být přeneseny z plátna na skutečná lidská sídla. Jak bez vkusu musí být muž, který touží po komínu, nebo střeše ke svému venkovskému sídlu,… “

### Přírodně krajinářský park na konci 19. století
Nejlepší zkušenosti svých předchůdců v tomto období využívají H.Repton a J.Nash. Obzvláště Humphry Repton dokázal vytvářet architektonická díla s vkusem a řemeslnou jistotou. J.C. Loudonem je Humphry Repton je považován za nejvýznamnějšího zahradního architekta pozdního období stylu anglického parku, v období po smrti Browna. Je považován za osobnost, která dala významný podnět uvědomělé tvorbě zahradní architektury. Dokázal nejen formulovat pravidla tvorby a porozumět potřebám zákazníka, ale také byl velmi praktický.
Vkus zahradních úprav v Anglii na konci 18. století a na začátku 19. století Loudon považoval za významně zlepšený, vybroušený diskusemi, chybami a opravami, a velkým množstvím hezkých příkladů. Poznamenává, že je také více liberální než půlstoletí předtím, a připouští použití krás každého stylu, dokonce i geometrických, podle vhodnosti.

### Pozdní období
Anglické parky a jim podobné úpravy v USA provádí a doporučuje Andrew Jackson Downing (1815–1852), známý školkař, spisovatel a zahradní architekt. Navazuje na tradici anglického parku a rozvíjí ji. V roce 1841 vydává svoji první knihu A Treatise on the Theory and Practice of Landscape Gardening, Adapted to North America, která se setkala s velkým úspěchem, byla první knihou tohoto druhu vydanou v USA. Downing byl propagátorem gotického stylu v zahradních úpravách anglického parku. Je nazýván otcem americké zahradní architektury ("The Father of American Landscape Architecture"). Jeho práce měly přímý vliv na F.L. Olmsteda.
Styl, který byl původně pojmenován anglický park, anglická zahrada, přírodně krajinářský styl, i se svými nezměněnými ideály přerostl s osobou F.L. Olmsteda do podoby krajinného inženýrství a urbanismu. Olmsted byl jednou z nejvýznamnějších osob tohoto stylu v 19. a 20. století.

### 20. a 21. století
Ve dvacátém století v mnoha ohledech čerpají z prací mistrů anglického parku parkové úpravy Jense Jensena, včetně prvků, pohledů, spletitosti a vedení cest a vodních toků. Přírodně krajinářské parky ochuzené o romantizující prvky byly vzorem i pro stavbu parků a zahrad během celého 20. století. Přírodně krajinářské zahrady se staly přelomem v architektuře zahrady. Mnohé prvky a principy, které zavedli architekti přírodně krajinářských zahrad, přežívají dodnes. Zejména jde o kompozici skupin dřevin, práci s vodou a terénem v zahradě, důkladné plánování průhledů a nerovné cesty. V průběhu 20. století jsou však úpravy zahradních architektů zjednodušovány, zkušenosti a znalosti zapomínány. Do popředí zájmu se dostávají jednodušší okázalé dekorativní úpravy.
Staré anglické parky, včetně parků ve slohu anglického parku, jsou rekonstruovány a navštěvovány. Mezi rekonstruovanými parky vynikají úpravy s romantizujícími napodobeninami, pitoreskními stavbami, nevkusnými nesmysly, směsí cizokrajných dřevin. Přehlídka nesmyslů tak přehlušuje kvalitní díla a původní krásu stylu pramenícího z touhy po přírodě a přirozenosti.

## Proudy uvnitř slohu anglického parku
Už v raném období anglického parku jsou používány prvky napodobující antické prvky a úpravy. Často šlo o napodobeniny soch, chrámů, mostů, altánů, nebo i jen stavebních prvků. Později následovaly napodobeniny románského, gotického, egyptského stavebního stylu a kultury, ale také napodobeniny čínské, rustikální, orientální. Anglo-čínský zahradní styl se stal populárním na konci 18. století a čínské pavilony se objevily v anglických zahradách po celé Evropě. Evropské zahrady se pyšnily sentimentálními čínskými pagodami, nebo islámskými minarety a mnoha dalšími exotickými stavbami. T. Whateley poznámkami v práci Observation on Modern Gardening z roku 1770 přispívá k šíření stylových úprav anglického parku v Evropě.
Velmi oblíbené byly umělé i pravé zříceniny. V mnoha parcích je možné vidět všechny tyto dekorace společně a ještě klece se zvířaty, často medvědy.
Původní zastánci zcela divokých zahrad a parků, kteří zastávali pravidlo, že park se po výsadbě nemá udržovat, má být divočinou, vyvíjí se sám, postupně ubývají, až tento názor zcela zaniká.
Zastánci úprav, které byly více „malebné“ (picturesque garden), už během vývoje stylu anglického parku postupně vytvářeli proudy, které byly více romantizující anebo určené pro menší plochy. To souviselo zejména s obeznámením veřejnosti s krásami a stylem moderních zahradních úprav. Mezi hlavními osobnostmi romantizujícího stylu Arts and Crafts movement v Anglii byli William Robinson a Gertrude Jekyll, kteří se snažili o více malebnějších úprav, po kterých volali už v 18. století Gilpin, Loudon, Richard Payne Knight a Uvedale Price. Arts and Crafts Movement je u zrodu stylu venkovské zahrady propagovanému v 19. století sdružením a G. Jekyllovou. Styl používá malebné i dekorativní prvky.
Andrew Jackson Downing v USA rozvíjí anglický park upravený o novogotické prvky. Tento silně zdobený romantický styl propaguje i jako stavební sloh pro běžné stavby. Novogotika se pak drží v USA dlouhá léta.

### Ferme ornée
Klasicizující pojetí přírodně krajinářského parku představují H. Hoare a W. Shenstone. Shenstone prosazoval tzv. „ornamented farm“, okrasný statek, nazývaný též „ferme ornée“. Pole, louky, stromořadí a rybníky se v této úpravě podílejí na estetickém díle. Výsledkem je záměrně kultivovaná krajina sloužící jak ozdobným, tak hospodářským cílům. Okrasný statek je podle některých zdrojů podnětem i pro dnešní krajinotvorbu.
Jeden z největších architektů anglického parku, H.Repton, si dovolil kritizovat ve svém díle ferme ornée, kterou založil a udržoval Shenstone, nejen jako dílo, ale i jako nesmysl a nevkus, za což jej odsoudilo mnoho jeho významných současníků. O mnoho let později jdouce v jeho stopách další velká osobnost, jeden z nejvýznamnějších amerických krajinářských architektů Frederick Law Olmsted, došel ke stejnému názoru.

## Šíření stylu anglického parku
Voltaire byl na návštěvě Anglie v roce 1726 okouzlen naivními hříčkami raných protoromantických parčíků a imponovala mu prostota nového slohu proti strohosti a okázalosti francouzských zahrad.
Popis anglické zahrady poprvé uvedl ve Francii Abbe Le Blanc, který zveřejnil své zápisy z plaveb do Anglie v letech 1745 a 1751. Jedním z prvních anglických parků na evropském kontinentu byl Ermenonville ve Francii, postavený markýzem René Louisem de Girardinem v letech 1763–1776. I v zahradách zámku Versailles, vzoru všech francouzských zahrad, byl malý anglický krajinářský park s římským chrámem Petit Trianon.
Spisovatele a architekty v Evropě ovlivnil spis o anglické zahradě, Observations on Modern Gardening (Postřehy z moderního zahradnictví), který napsal Thomas Whately a publikoval v Londýně v roce 1770. Nový styl se také brzy rozšířil do Německa. Vévodou Leopoldem III. byl v blízkosti městečka Wörlitz založen v letech 1769 až 1773 park v anglickém slohu na základě modelů anglických parků. Dalším známým příkladem je Anglická zahrada v Mnichově.
V českých zemích se příklady raných přírodně krajinářských parků objevují už v polovině 18. století. Evropský styl anglického parku se později mění v zálibu ve zobrazování romantických napodobenin. Od druhé poloviny 18. století se anglický park s romantickými stavbami rychle prosazuje po celé Evropě. Na propagaci anglického přírodně krajinářského parku se podíleli i Voltaire, Jean-Jacques Rousseau, Arthur Schopenhauer nebo Johann Gottfried Herder. V letech 1770–1788 vycházel v Paříži na pokračování velký sborník grafických listů „Jardins Anglo-Chinois“. Ve druhé polovině 18. století se nové zahrady ve francouzském stylu zakládají už jen zřídka.
Klasický styl anglického parku následovalo v Severní Americe několik dalších architektů a anglický park se svými pravidly tvorby, které zformoval H.Repton byl F.L Olmstedem, který neskrýval inspiraci tímto anglickým architektem, začleněn do koncepce moderního urbanismu. Stal se základem moderních parkových úprav a plánování tvorby větších celků zeleně.
Reptonovy knihy, které dokumentují a vysvětlují používané principy, byly šířeny po celé Evropě a pro ty, kteří je dokázali i pochopit, se staly zdrojem poučení. Z Reptonových knih například čerpal své znalosti zahradní architektury Goethe. Reptonovy názory, poznatky, jím shrnuté zákonitosti byly ještě o sto let později nejen označeny jako stále platné a cenné, ale pro svoji platnost a hodnotu dále interpretovány (např. Frank Albert Waugh). Za největšího z Reptonových následovníků je považován Frederick Law Olmsted , jak na začátku 20. století v úvodu k americkému vydání Reptonových knih píše i John Nolen, který rovněž tvořil v přírodně krajinářském stylu, ve stylu anglického parku.

### Anglický přírodně krajinářský park v Čechách a na Moravě
V českých zemích se první rané přírodně krajinářské parky objevují už v polovině 18. století. Jedním z nejčasnějších přírodně krajinářských parků byl park kolem hradu Hodice v Slezských Rudolticích. Tento park s romantickými scenériemi sklidil i obdiv Voltaira. Zahrada zanikla zanedlouho po svém založení. Na konci 18. století byly ve stylu přírodně krajinářského parku upraveny zahrady v Červeném Hrádku, Vlašimi, Krásném Dvoře, Nových Hradech, „ferme ornée“ ve Veltrusích, Červeném Dvoře, Lednici a Podzámecká zahrada v Kroměříži .

## Popis
Anglické zahrady zobrazovaly zidealizovaný pohled na přírodu. Předlohy parků byly často inspirovány obrazy krajin Clauda Lorraina a Nicolase Poussina.
Na rozdíl od francouzských, středověkých, i starověkých zahradních stylů je anglický přírodně krajinářský park nepravidelný, nesymetrický a nemá přímé linie. Architekti se úmyslně co nejvíce vyhýbají geometrickým tvarům v krajině, aby dosáhli dojmu původní krajiny. Harmonie v parku je dána skrytou vyvážeností malebné kompozice. Úprava anglického a přírodně krajinářského parku je v nejlepší poloze především práce s hmotami zeleně, terénem a vodou, pohledy na kompozici, světlem a cestami k vytvoření příjemného prostředí.
Úprava anglického parku odrážela nové filozofické, panteistické názory a snahy o změnu vztahu člověka k přírodě. Anglický park byl tak úspěšný, protože odpovídal módě která v té době byla rebelií proti diktátu architektury.
Karel Teige popisuje rozdíl mezi barokním a anglickým parkem takto: „Ve francouzském parku dominuje architektura; vegetace i voda je plně podrobena architektonickému plánu, příroda je tu negována a nahrazena kamennou, vodní i vegetační architekturou a skulpturou. V anglickém parku se architektura neguje jakožto architektura, změní se v krajinnou kompozici… …Anglický park (zahradu) je možno definovat jako komponovanou krajinu."
Za vhodnou ukázku romantismu v anglickém parku 18. století, včetně některých v té době obvyklých nešvarů a nevkusností lze považovat park Painshill kde jeho tvůrce Hamilton umístil řadu pošetilostí a tretek, malých dekorativních objektů, které zahrnují jeskyni, „gotický“ chrám, „ruiny“ gotického opatství, románské mauzoleum, nebo napodobeninu gotické věže s výhledem do krajiny. Podobné objekty, jako více či méně vhodné a umístěné napodobeniny pyramid, antiky, gotiky, zřícenin, asijských staveb, byly časté (zámek Howard, Rousham House, Stourhead, English garten apod.).

### Pravidla skladby kompozice
Skladba kompozice ve stylu anglického parku nabyla s rozvojem zahradní architektury vyšší úrovně vědomosti a pravidla kompozice byly několikrát různě úspěšně syntetizovány jako hlediska pro tvorbu. Pravidla pro veškerou tvorbu zahradní architektury zobrazil architekt anglického parku H. Repton jako paletu potěšení, z nichž každé dalším způsobem přináší uspokojení a nebo jejichž porušení působí bolest oku návštěvníka. Jde tedy o kritéria hodnocení díla stejně jako cíle tvorby, hodnoty, které by měly, nebo mohou být, podle představ 19. století, architekty naplněny. V zde uvedené upravené citaci H. Repton upozorňuje i na odchylky od zásad, které jsou směrodatné pro pravidelný styl zahrad (první čtyři) pro styl anglického parku. Jsou zde ponechány také, pro srovnání.
- Přiměřenost, neboli řádné přizpůsobování několika částí k celku, a ten celek k charakteru, situaci a okolnostem místa a jeho vlastníka.
- Užitečnost. Ta zahrnuje výhody, komfort, čistotu, a všechno, co vede k účelnému bydlení s elegancí.
- Řád, včetně správnosti a dokonalosti.
- Symetrie, shoda částí

„Tyto první čtyři pravidla mohou být považovány za obecně nepřátelské malebné kráse, ačkoliv nejsou proto vyřazeny. Jsou situace, ve kterých starověký styl zahradničení může být smysluplně a správně uchován – akademické háje a klasické promenády v našich vysokých školách, nebo univerzitách.…“
- Malebný účinek – specificky jde o efekty některých situací, jako je věk, rozklad, hrubost, romantické úpravy apod.
- Spletitost a komplikovanost. "rozestavení objektů, které, částečností a nejistotou utajování, vzrušuje a živí zvědavost."
- Jednoduchost, rozestavení objektů, které, bez toho, aby všechny části byly ukázány pohledu současně, dokáže vést oko snadnou gradací
- Rozmanitost.
- Novost.
- Kontrast zastupuje místo novoty, je náhlou a neočekávanou změnou scenérie, vytvářejíce přechody, které nejsou ani příliš časté ani příliš násilné.
- Spojitost. Je evidentně zdrojem potěšení, z rozkoše vyjádřené v dlouhé aleji a odporu v úsečném přerušení mezi objekty, které očividně měly být spojené.
- Asociace. Je jedním z nejpůsobivějších zdrojů potěšení, ať je vyvolána shodou náhod, jako vjem, který u nějakého veřejného vlastnictví vyvolá jeho část.
- Majestátnost. Je zřídka malebná, ať už to spočívá v značné velikosti, rozsahu, nebo v skvostných a početných předmětech nádhery.
- Přivlastnění. Zobrazení rozsahu majetku, který se jeví vlastnictvím, a ukázku takového rozsahu jako zdroj potěšení.
- Oživení; Neboli potěšení zakoušené z pohledu na život a pohyb
- Období, a vliv průběhu dne.[12]

### Základní prvky
Hlavní součástí anglické zahrady v Anglii jsou sekané trávníky na rozlehlých loukách v kontrastu k vodním plochám na lesním pozadí. Bývají doplněny shluky stromů, háji na zvlněném terénu a napodobeninami helénských, čínských, islámských, starověkých, románských nebo romantizujících (nebo neidentifikovatelných) památek a chrámů, či gotických zřícenin, mostů a další malebné architektury, někdy i jeskyněmi. Jako celek byly anglické přírodně krajinářské parky navrženy tak, aby dávaly dojem přirozené, nebo romantické krajiny. V původním pojetí bylo záměrem, aby park tvořil přirozený celek do nějž člověk vůbec, nebo jen minimálně zasahuje. Pozdější autoři již dávají přednost užitné hodnotě s plánovanými a i velmi výraznými umělými zásahy, které však nemají být znát. "Přirozený" park tvoří navazující obora.

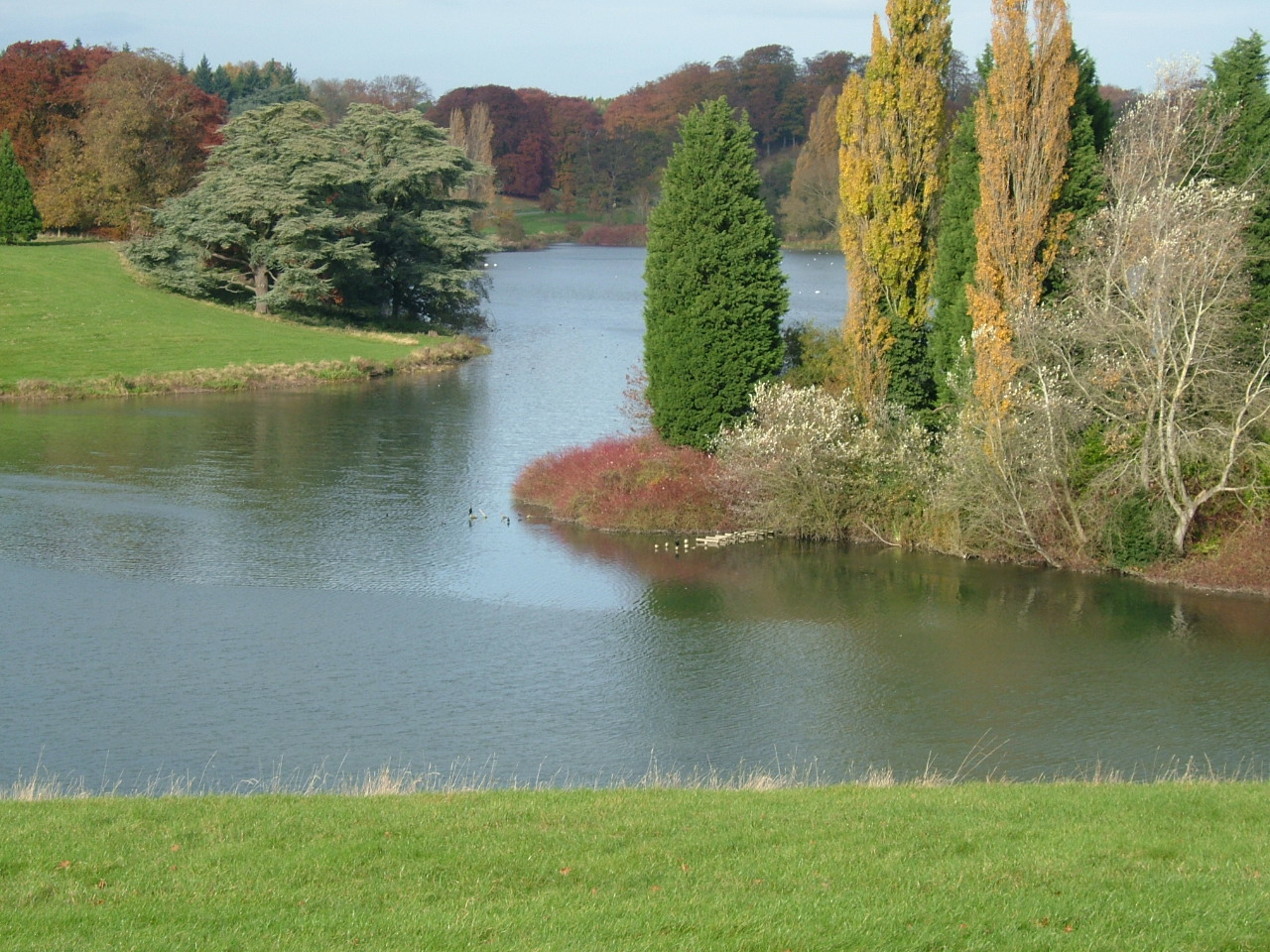
Zvlněná vodní plocha dává krajině dynamiku, nepravidelnost působí přirozeně

### Terénní úpravy
Povrch anglického parku bývá zvlněný, pouze zcela výjimečně plochý, na rozdíl od barokních zahrad, které byly založeny výhradně na rovinách, nebo rovných terasách. Správnost terénních úprav záleží na stupni a poměrech, ve kterých jsou rovné plochy, nakloněné roviny a terénní nerovnosti sladěny.

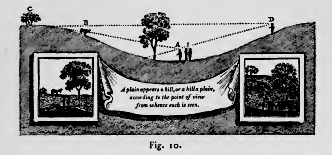
Skica H. Reptona – Tvar terénu bude zdánlivě změněn postavením pozorovatele.

Plochý terén, ale i terénní nerovnosti nesmí být použity ve větší míře. Dlouhé rovné plochy totiž působí monotónně a únavně a nepřehledné parkové úpravy v rovině nedávají tolik vyniknout kráse pohledů do širšího okolí, na vzdálenější krajiny. Zcela plochý, nečleněný terén ve větším měřítku tak není žádoucí vůbec.
„Tam, kde země přirozeně ukazuje jen velmi malou nepravidelnost plochého povrchu, je pohled na ohromný rozsah ploché země spíše odporný než půvabný, a malou výhodou je výhled na vzdálené objekty. Stále ještě může být získáno nekonečné potěšení z krásy pomocí promyšlené kompozice okolí domu. …Nepravidelný povrch země může mít více překvapujícího půvabu než obraz a může být zajímavější pro oko návštěvníka. Může být smělý nebo velkolepý, nebo romantický,…“ H. Repton.
Všeobecně lze k modelaci terénu anglického parku říci, že využívá pravidla perspektivy známá u pravidelných stylů a objevuje další. Iluzorní míru rozlehlosti ve větších parcích podporuje také dojem , že se díváme na část většího celku, že prostor má například více zálivů a na základě klamných informací očekáváme více skrytých částí. K vytvoření takových dojmů slouží skupiny keřů a stromů, které část výhledu omezují a rámují, barvou a tvarem tvoří iluzi perspektivy, vytvářejí průhledy. Průhledy a rámování pohledů lze najít i u stylu čínských zahrad, odkud čerpal styl anglického parku inspiraci.

### Vodní plochy
„Zrcadlově hladký povrch klidného jezera, ať tak nebo onak nádherný, není zajímavější než živý potok.“

Velké vodní nádrže byly častou součástí velkých anglických parků, avšak, kde bylo možné, zkušení architekti, zejména v úzkých údolích místo zakládání líných bahnitých rybníků dávali přednost vytváření řek, nebo jejich zdání. Pro uchování představy řeky, nic není tak účinné, jako most. Výrazným prvkem v anglickém parku je most v palladianském stylu. Zřídit most přes rybník, byť kvůli malebnému odrazu v hladině tak typickému, pro tento typ parku, se zdá být absurdním nápadem. Mosty jsou zřizovány pouze přes řeky. I proto byly v anglickém parku budovány soustavy nádrží napodobující řeku, s jejími ohyby a tvarem břehů. Zvláště pokud je mnohem snadnější vytvořit zdání souvislosti, než obrovské rozlohy jaké vyžaduje jezero.
Tok řeky byl architekty důkladně zkoumán, aby mohl být napodoben. V knize The Art of Landscape Gardening H. Repton kritizuje svůj tolik obdivovaný vzor, Lancelota „Capability“ Browna: „Mezi četnými názory na vkus, kterými slavný zahradní architekt ztratil náš obdiv, se často zmýlil v charakteru tekoucí vody. Příliš často byl schopen uměle upravit její tok, přeměněním živé řeky ve stojatý bazén, ne, on si dokonce dovolil zkrotit tok bouřlivé řeky Derwent v Chatsworth. Proměnil ji na krotkou a ospalou řeku nehodnou velkoleposti paláce hor.“

### Průhled
Průhledy na okolní krajinu byly komponovány tak, že skupiny několika stromů a keřů na pozadí v různém úhlu pohledu (i díky modelaci terénu) vypadala v orámování dřevin v okolí, ve střídajících se průhledech stále jinak a dávala tak dojem měnící se krajiny a iluzi větší rozlehlosti parku. V průhledech se skupiny keřů a stromů a pozadí spojovalo a měnilo což je pro oko diváka lákavé. Iluzi vzdálenosti pomáhalo i využívání přirozené barevnosti a habitu dřevin. Kde to v parku bylo vzhledem ke kompozici možné, byl samozřejmě využit průhled i do vzdálenější krajiny, třeba až na konec parku.

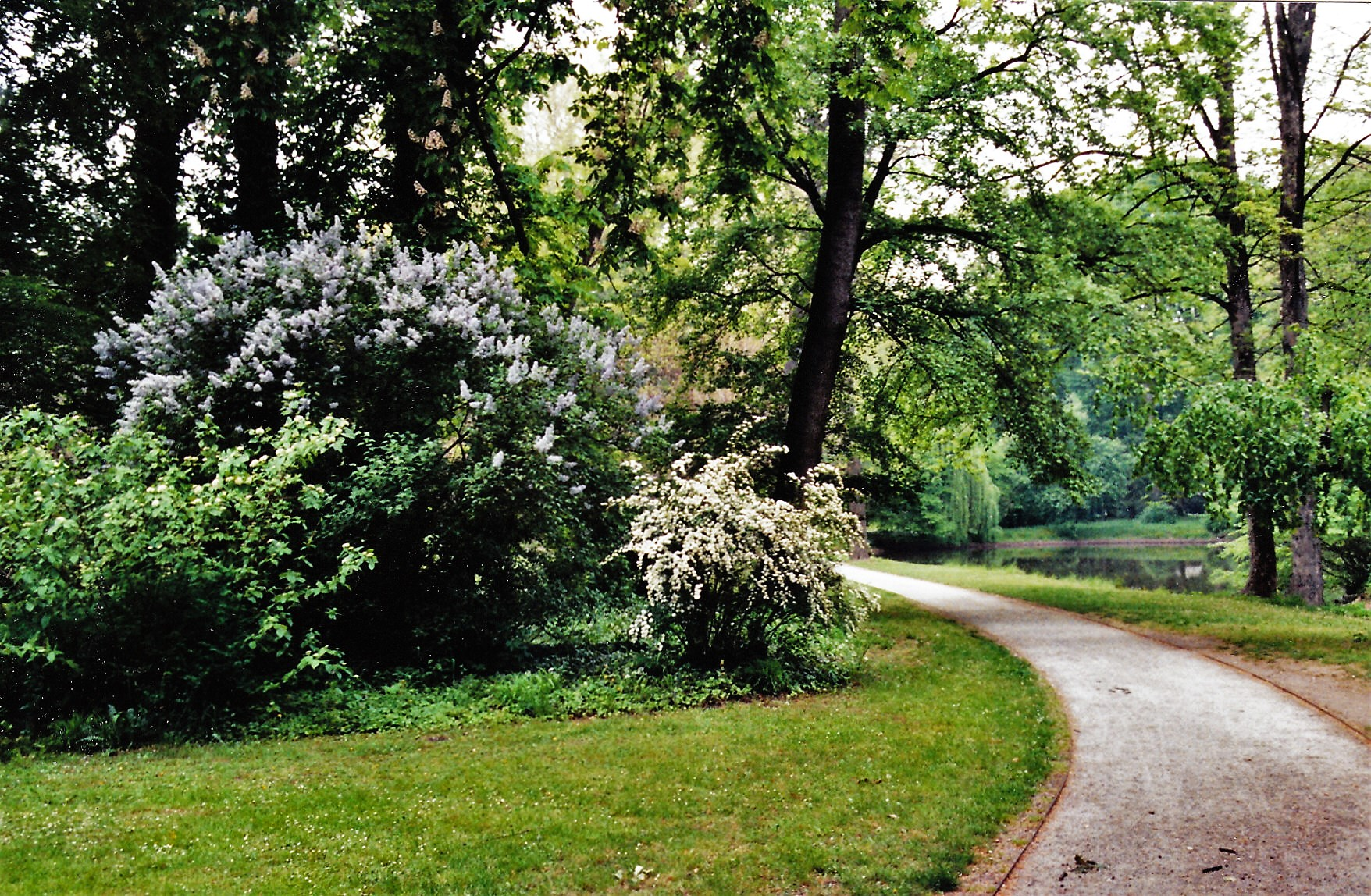
Kvality kvetoucího keře by se nemohly plně projevit ve francouzské zahradě – zámek Kroměříž

### Cesty
Úpravy cest jsou typické pro tento styl. Oblíbená je křivka "s". Cesty jsou rovné ve zcela výjimečných případech, v pozdějších obdobích je požadováno, aby nebyly používány nesmyslné okliky. Ještě ve 20. století v USA jsou vytvářeny ceněné úpravy, kdy byl návštěvník příjezdovou cestou veden kilometry krajinou po zalesněných pozemcích hostitele, než dorazil k sídlu. Repton upozorňuje na častý jev, kdy je i dlouhá cesta k domu v rámci panující nesmyslné módy zbytečně klikatá, ale zatáčky jsou přinejmenším stejně dlouhé jako spojnice mezi nimi, navíc jsou všechny naprosto stejné a geometricky pravidelné.
Cesty v anglickém krajinářském parku jsou často koncipovány mírně pod úrovní terénu, tak, aby nerušily pohledy z okolí a nepoškozovaly účinek ostatních prvků krajiny a protože dojem hloubky pohledu, iluze rozlehlosti by snadno mohla být ovlivněna.

### Vstupní části
Architekti anglického parku upravovali okolí šlechtická sídla, jejichž smyslem bylo reprezentovat. To bylo důvodem, proč byly rafinovaně upravovány příjezdové cesty a průhledy, aby se sídlo z dálky ukázalo pouze v nejskvělejším úhlu, příjezdové brány, aby byly důstojným doplňkem, ale i úvodem k ohromující kráse příjezdových částí reprezentující skvělost, ale i vkus majitele. Těmto částem je tedy věnována zvláštní pozornost a úprava. Častá, ale i zesměšňovaná, je dvojice domků, které sloužily jako vrátnice.

### Výsadba
K výsadbě anglického krajinářského parku byly používány vhodné druhy místních dřevin, které byly v pozdějším období doplňovány dovezenými cizokrajnými dřevinami, nebo kultivary. Výsadbu je nutné naplánovat tak, aby použité dřeviny nebyly příliš stejné a výsadba nebyla ani fádní, ani nesourodá. Při výběru jsou důležité nároky dřevin, ale významný je habitus, odstín olistění, vybarvení na podzim, při rašení, při květu. Například rostliny se zajímavým , ale z větší dálky naprosto nenápadným kvetením je třeba umístit u cesty (např. Calycanthus floridus). Rostliny nad jiné pozoruhodné, umisťujeme zvlášť, jako solitéry. Menší rostliny je často vhodné vysazovat ve skupinách stejných keřů.
Po vysázení parku je třeba mnoho let čekat, než se skutečně plánovaný efekt dostaví. Některé dřeviny proto byli ochotni majitelé dát vykopat a přepravit na místo v parku už jako velké vzrostlé dřeviny.
Volba druhové skladby byla někdy záležitostí preferencí architekta, například Lancelot Brown s oblibou vysazoval všude smrky. V druhé polovině 19. století vzrostla záliba v neobvyklých cizozemských dřevinách. Barevnost zahrady hraje větší roli na konci 19. století, kdy do koncepce opět proniká více používání květin a různobarevných dřevin. Ve dvacátém století se v kompozici parků stále více prosazují barevné kultivary.

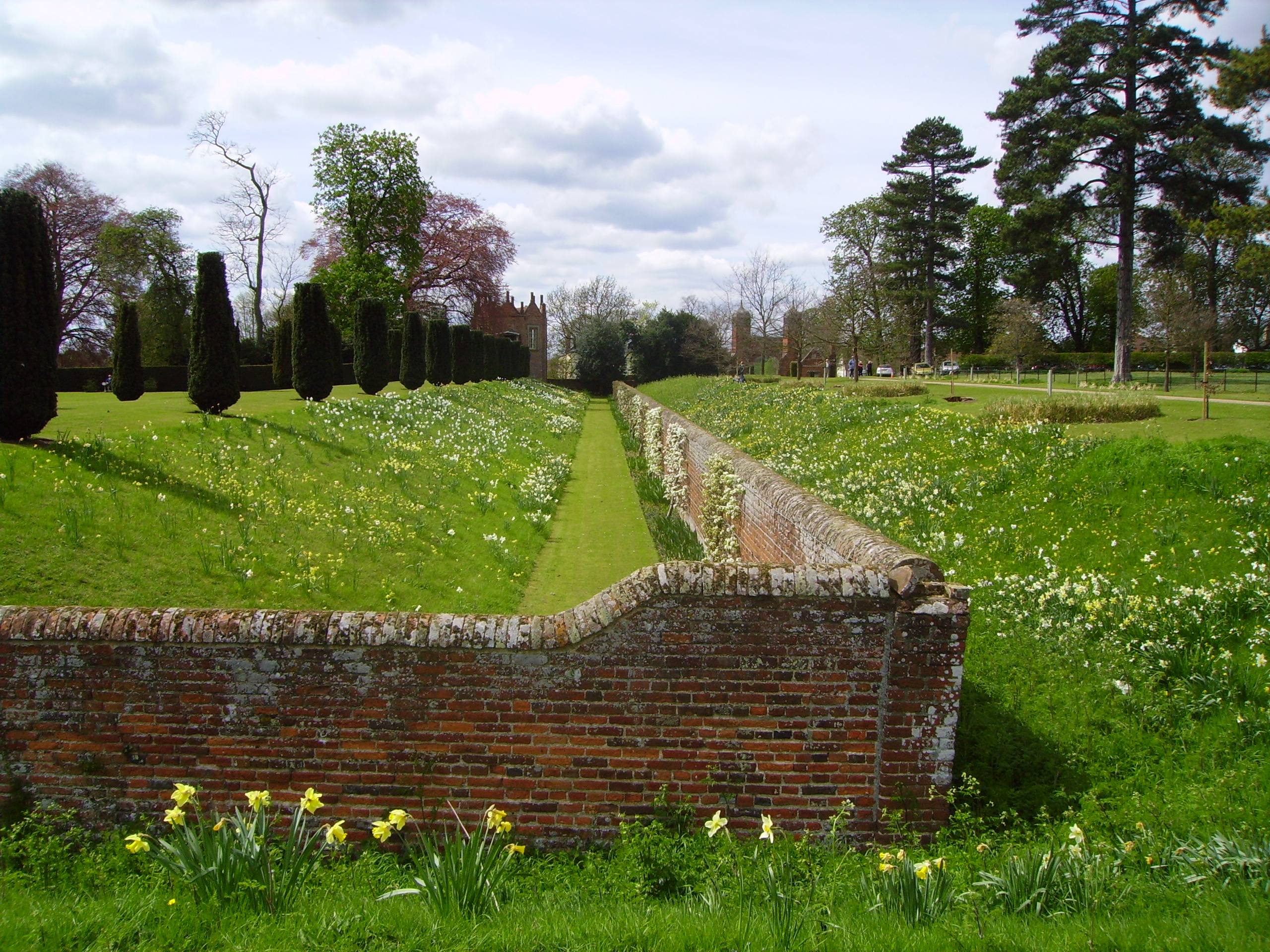
Plot, zeď skrytá v terénní nerovnosti, příkopu (ha-ha) neruší krajinu parku z pohledu diváka, (Suffolk)

### Prvky a doplňky anglického parku
Výsadba

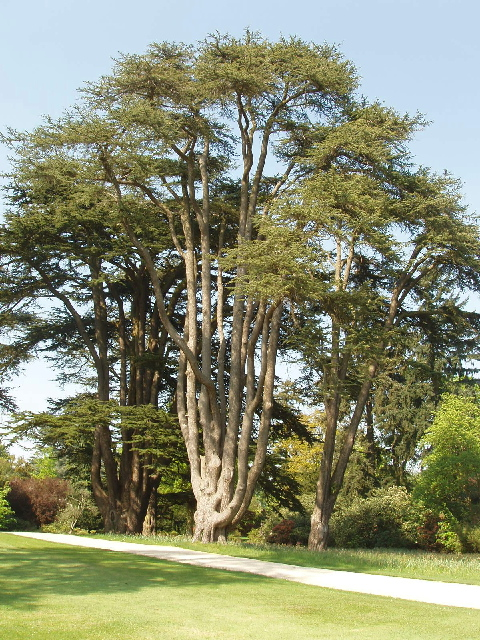
Libanonský cedr v Blenheimském parku

- solitéry – jednotlivě nebo před skupiny vysázené stromy hodné pozornosti s ohledem na vzhled nebo přisuzované vlastnosti
- belt – pásové výsadby, někdy jednodruhové
- clump – skupinové výsadby dřevin (relativně blízko sebe), také jako houštiny
- travnaté plochy

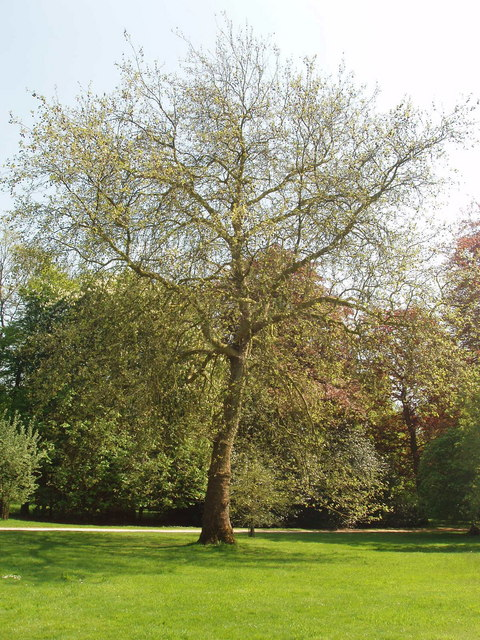
Solitera - platan
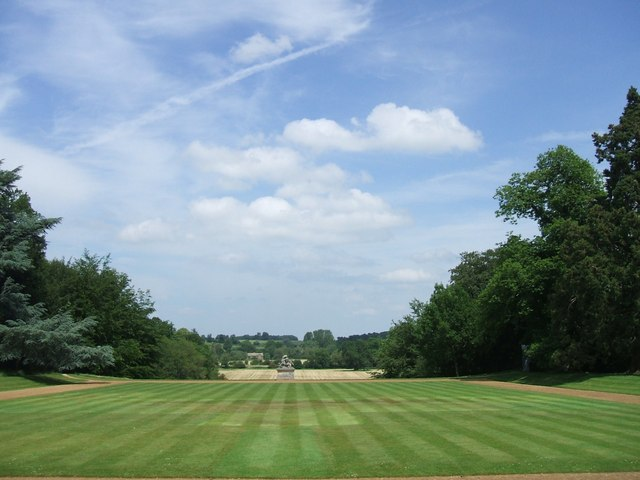
Trávník
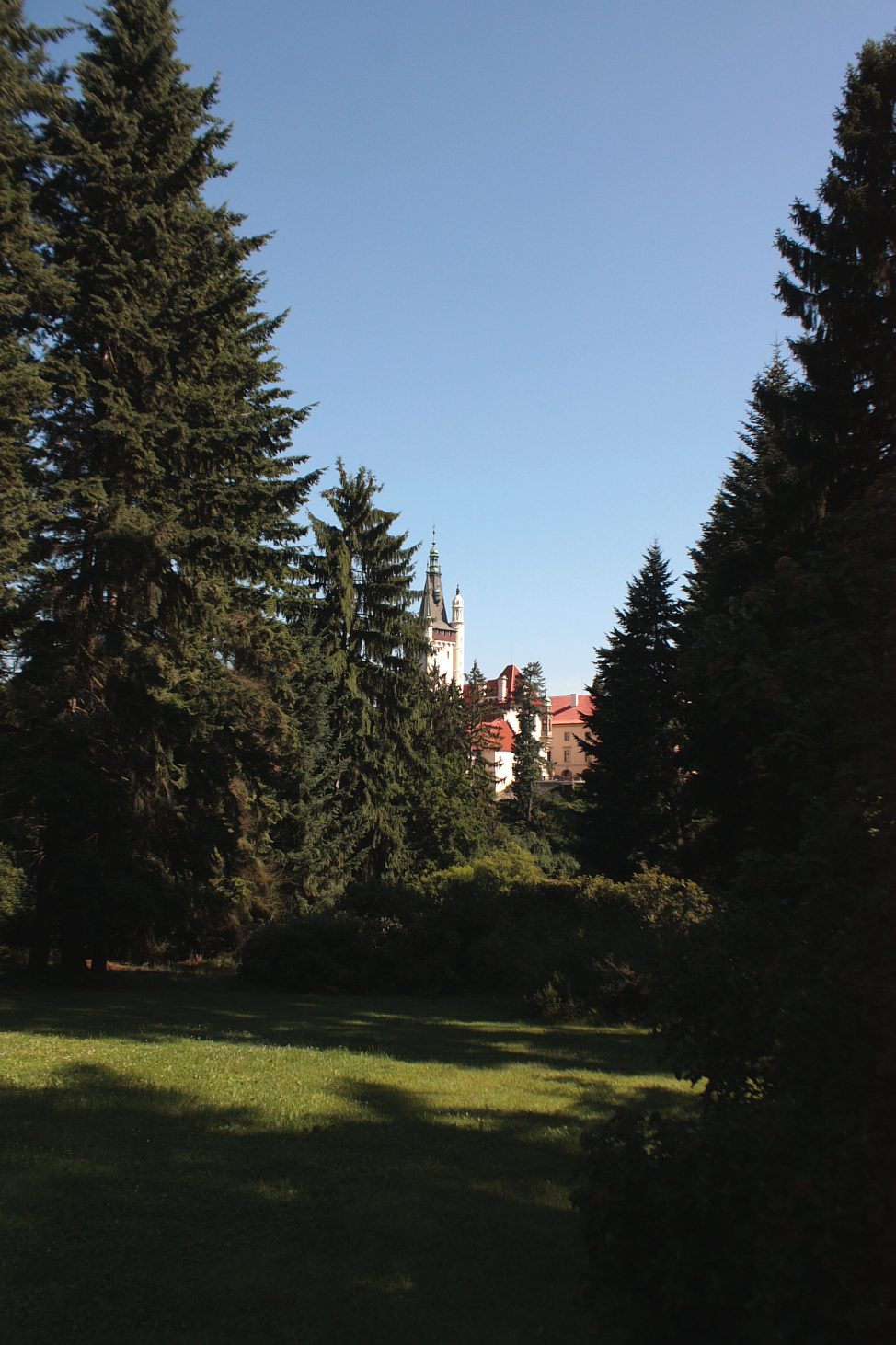
Rámovaný průhled

Terénní úpravy
- svahy a umělá údolí, drobné terénní nerovnosti
- ostrovy
- umělé řeky, nádrže a jezera
- vodopády
- ha-ha – příkop skrývající úpravu technicky oddělující zahradu od krajiny, nebo další části zahrady

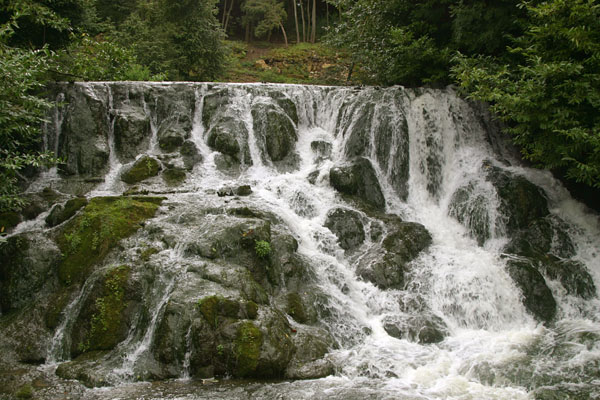
Vodopád v Blenheimském parku
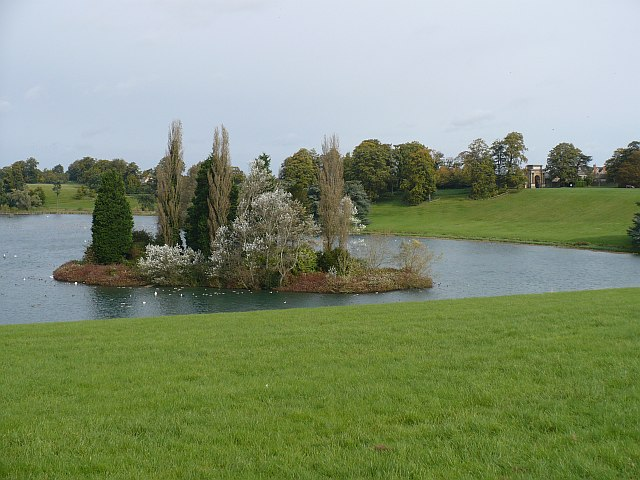
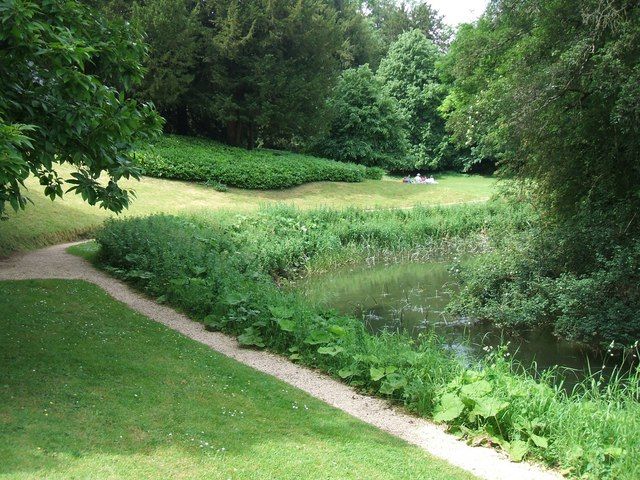
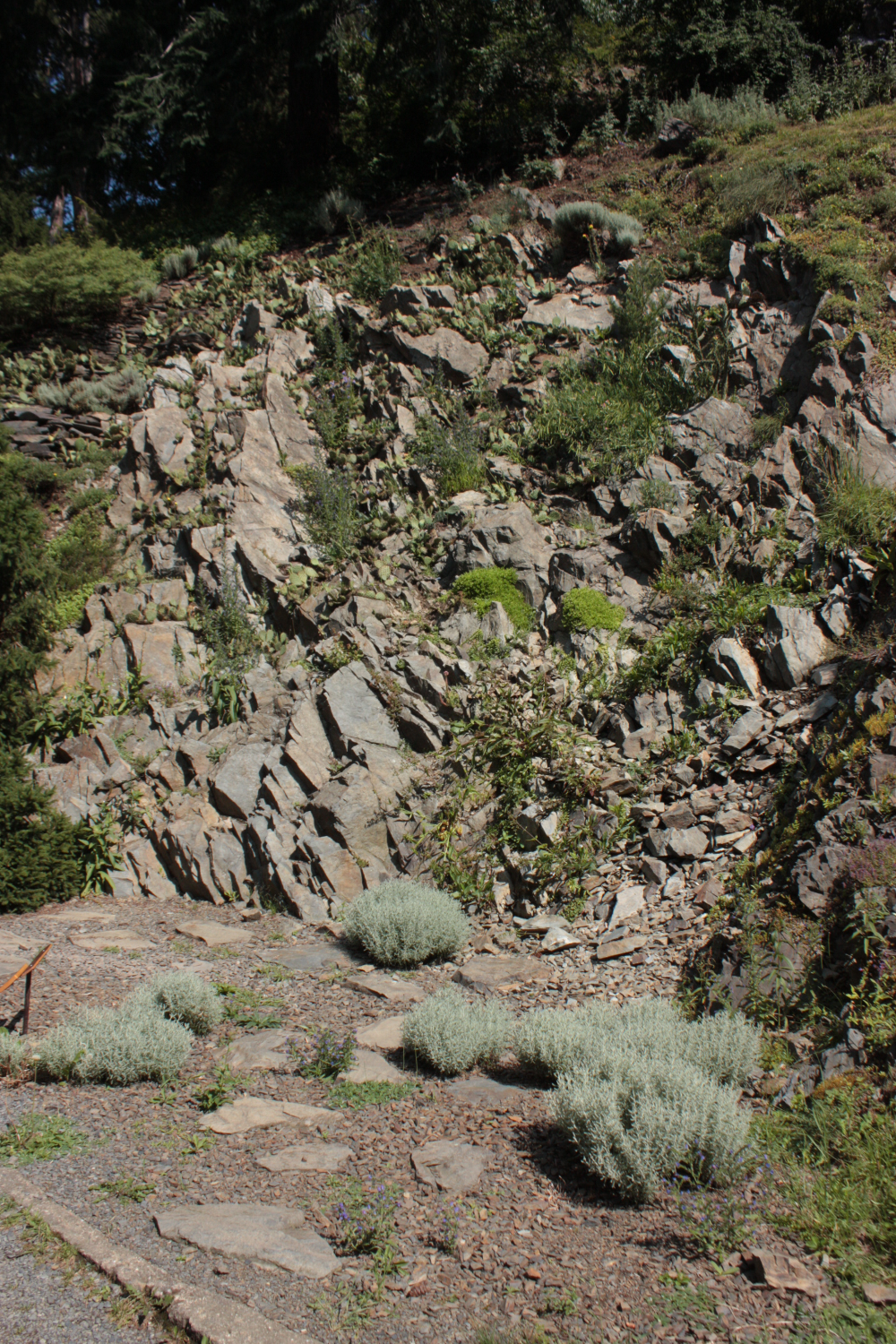
Skalka

Stavební úpravy
- zvlněné cesty a chodníky
- chrámy – typický je monopteros, ale jinak chrámy především v gotickém, románském a antickém stylu, ale i v jakémkoliv jiném, včetně pyramid, pohanských svatyní (kamenných kruhů) a obětišť
- hroby, mauzolea, urny (včetně popela) a symbolické hroby
- zříceniny – hradby, chrámy, umělé i skutečné, dokonce i skutečné zbytky římského osídlení
- grotto – umělá jeskyně, napodobená nebo naznačená
- poustevna
- napodobenina vesnice, chléva, srubu, mlýna
- obydlí čarodějnice, strašidelné chatrče
- turecký stan
- studna a vodárna
- loděnice
- palladianský most a jiné okrasné úpravy mostů
- zvěřinec
- minaret, rozhledna, vyhlídka, věž
- altán a pavilon – jakéhokoliv druhu
- odpočívadlo
- loubí a alkovny
- sochy, skulptury a plastiky, včetně sousoší a galerií – v podstatě v libovolném stylu (sfingy, hermy, pohanští bohové, piety) z libovolného materiálu
- sloupy, obelisky, památníky, monumenty, oslavné oblouky
- prostory pro venkovní akce, především divadelní představení
- pastviny
- zdobené a výrazné brány, vrátnice (lodge)

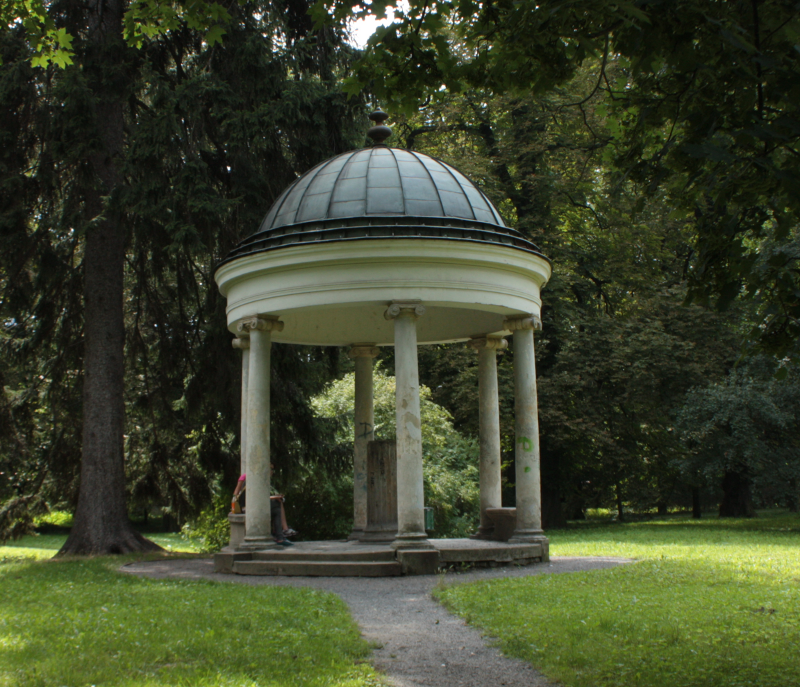
Monopteros
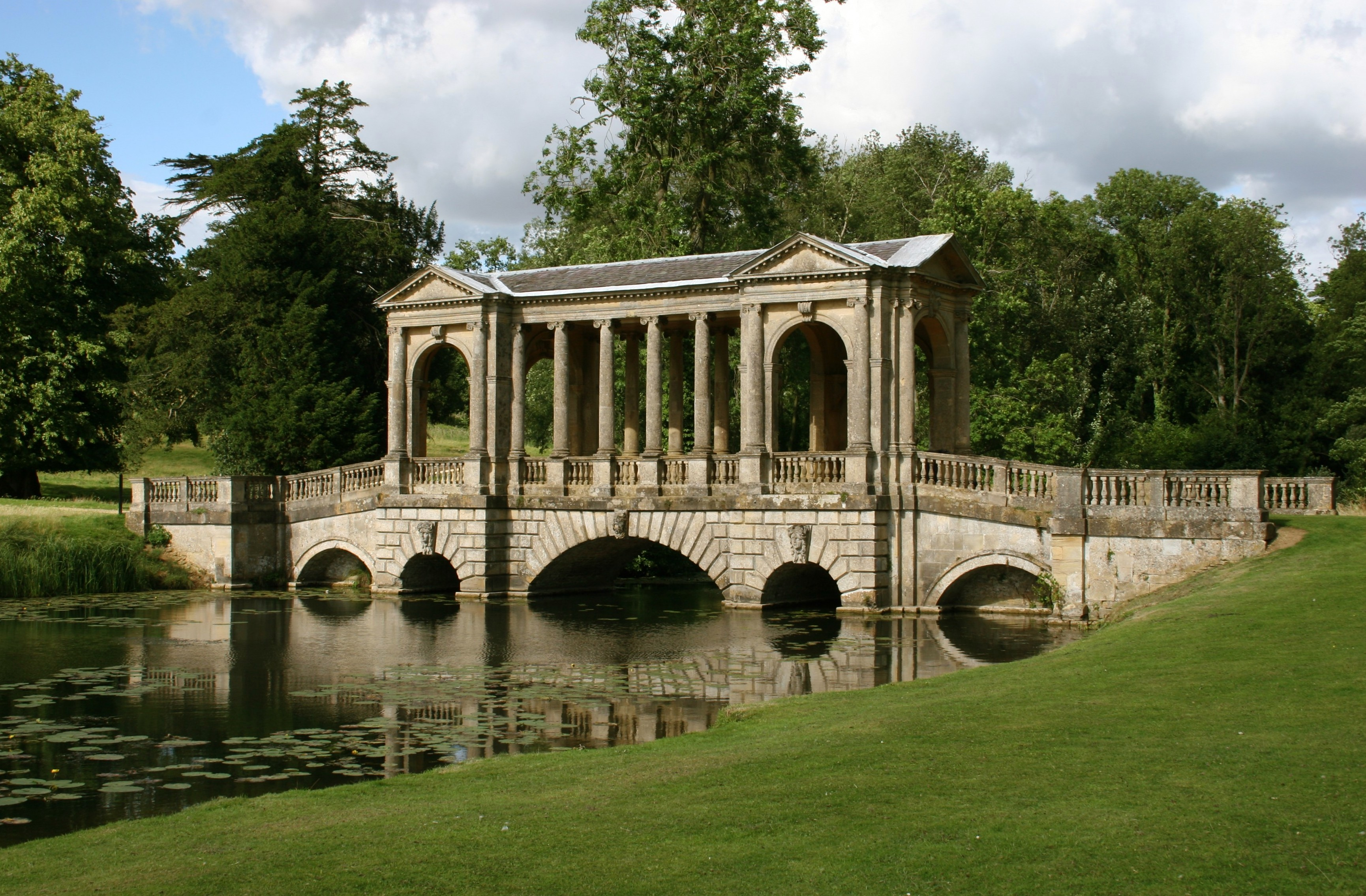
Palladianský most
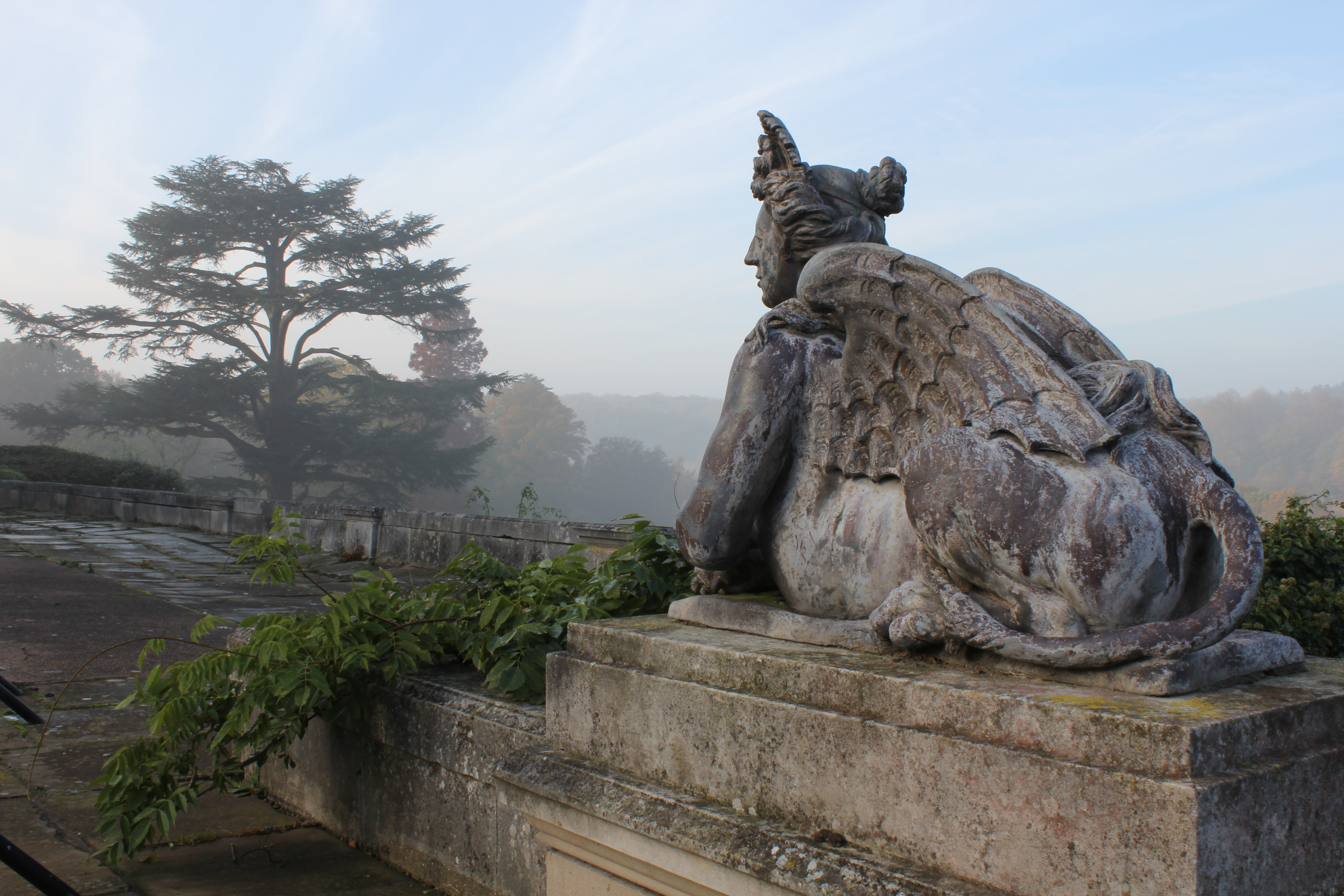
Sfinga
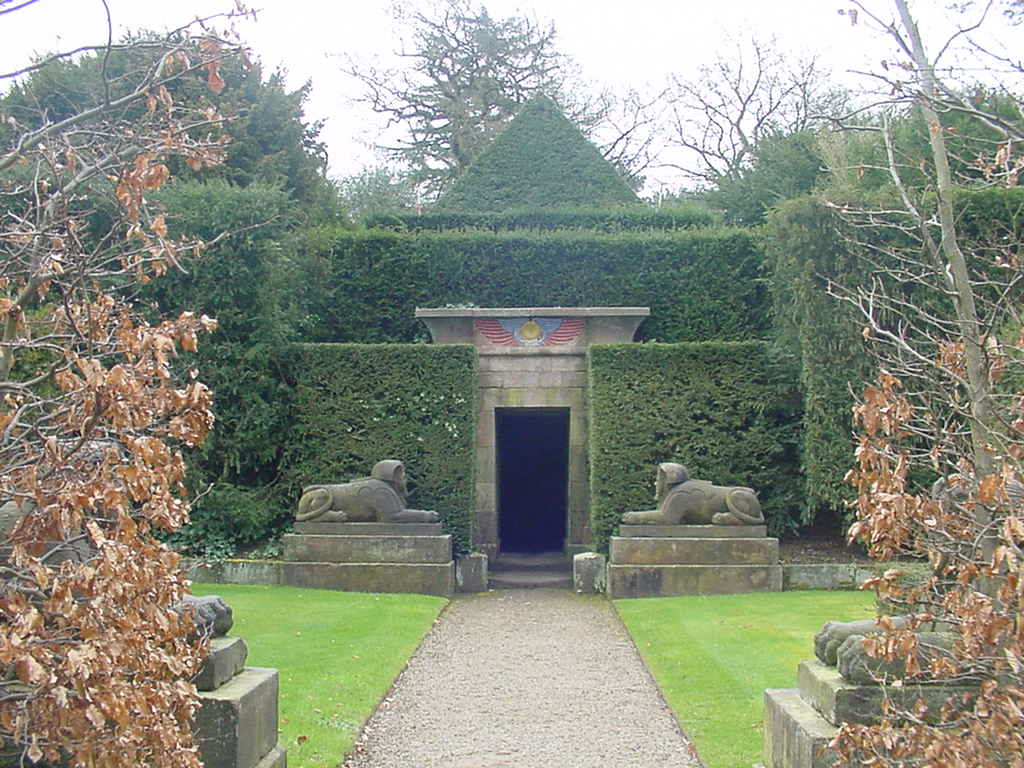
Úpravy připomínající starověký Egypt.
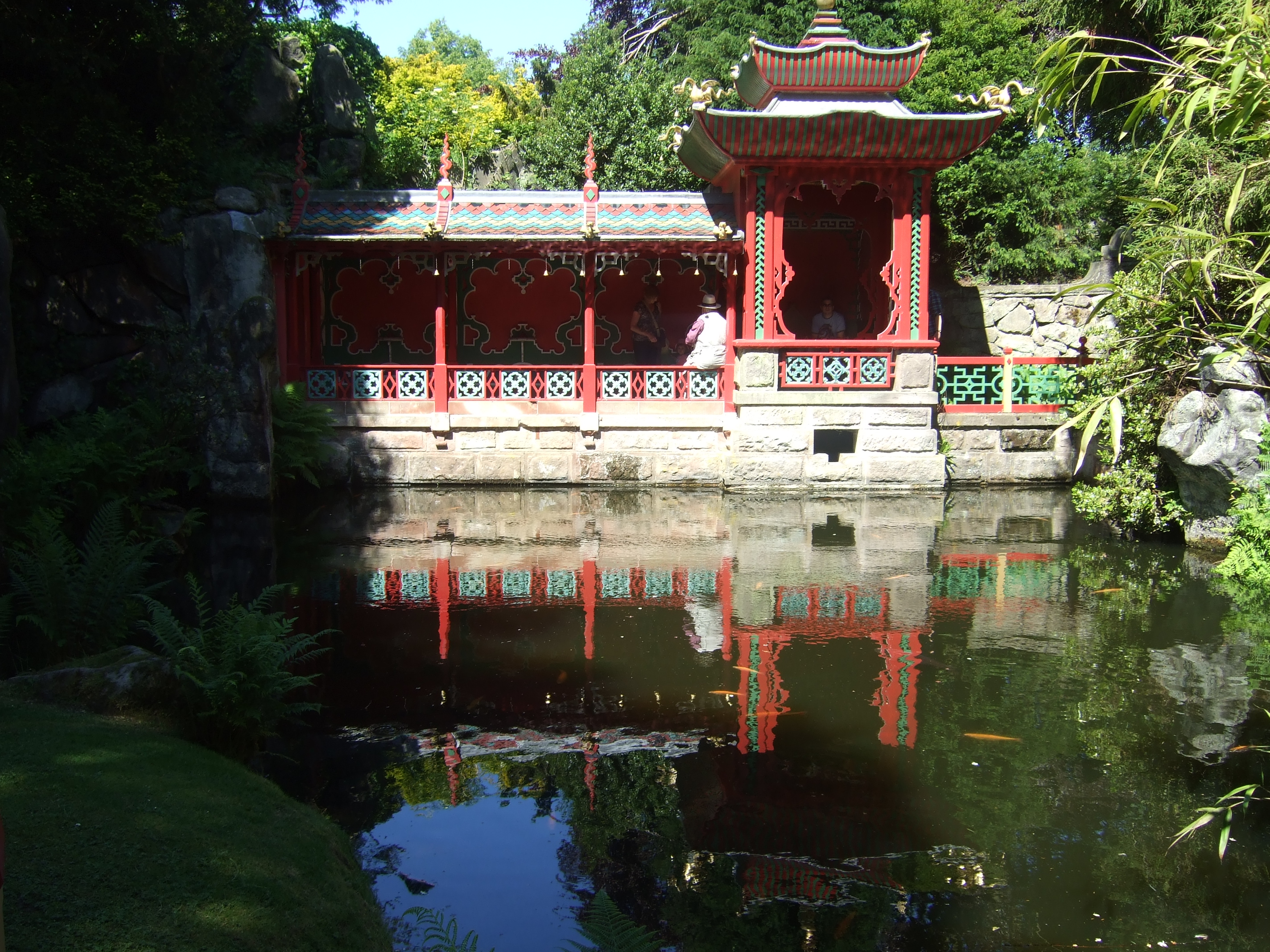
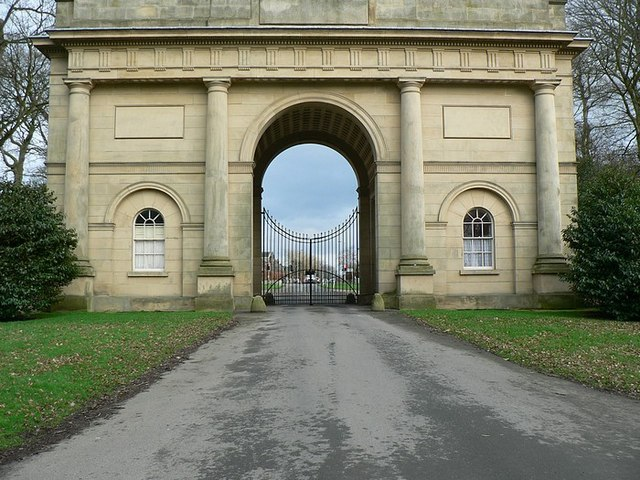
Brána
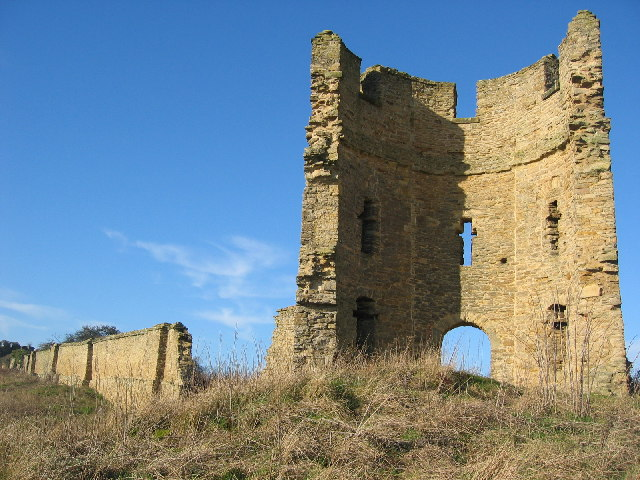
Zřícenina
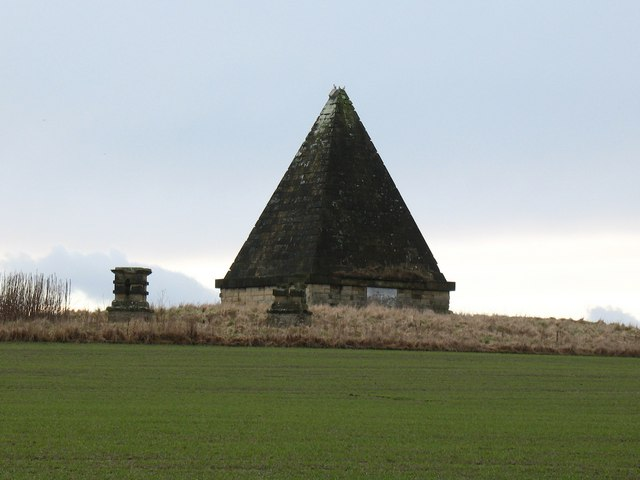
Pyramida
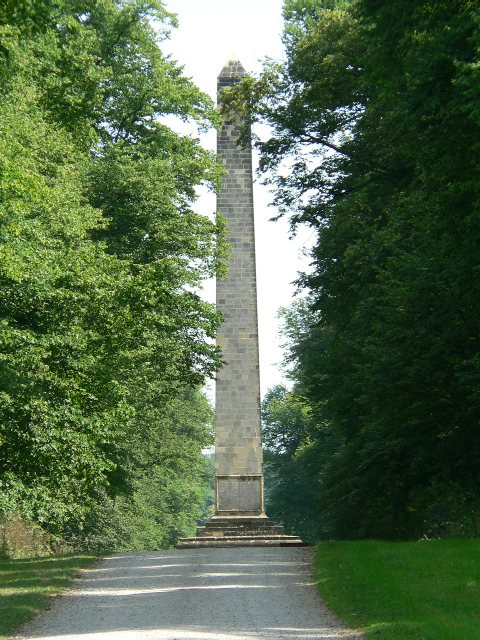
Obelisk
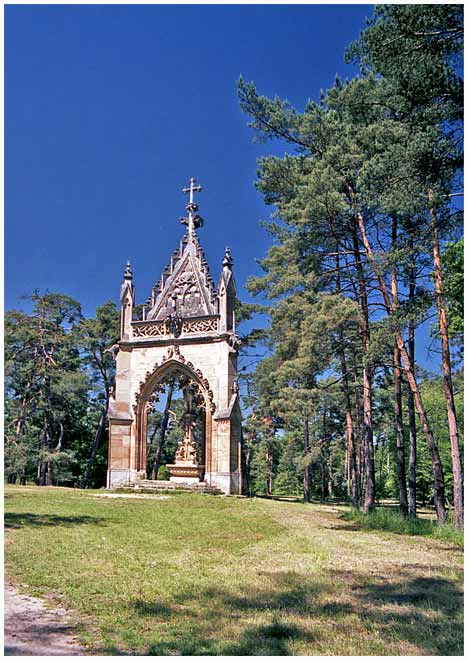
Pseudogotické atrakce, pavilonky na vhodných místech
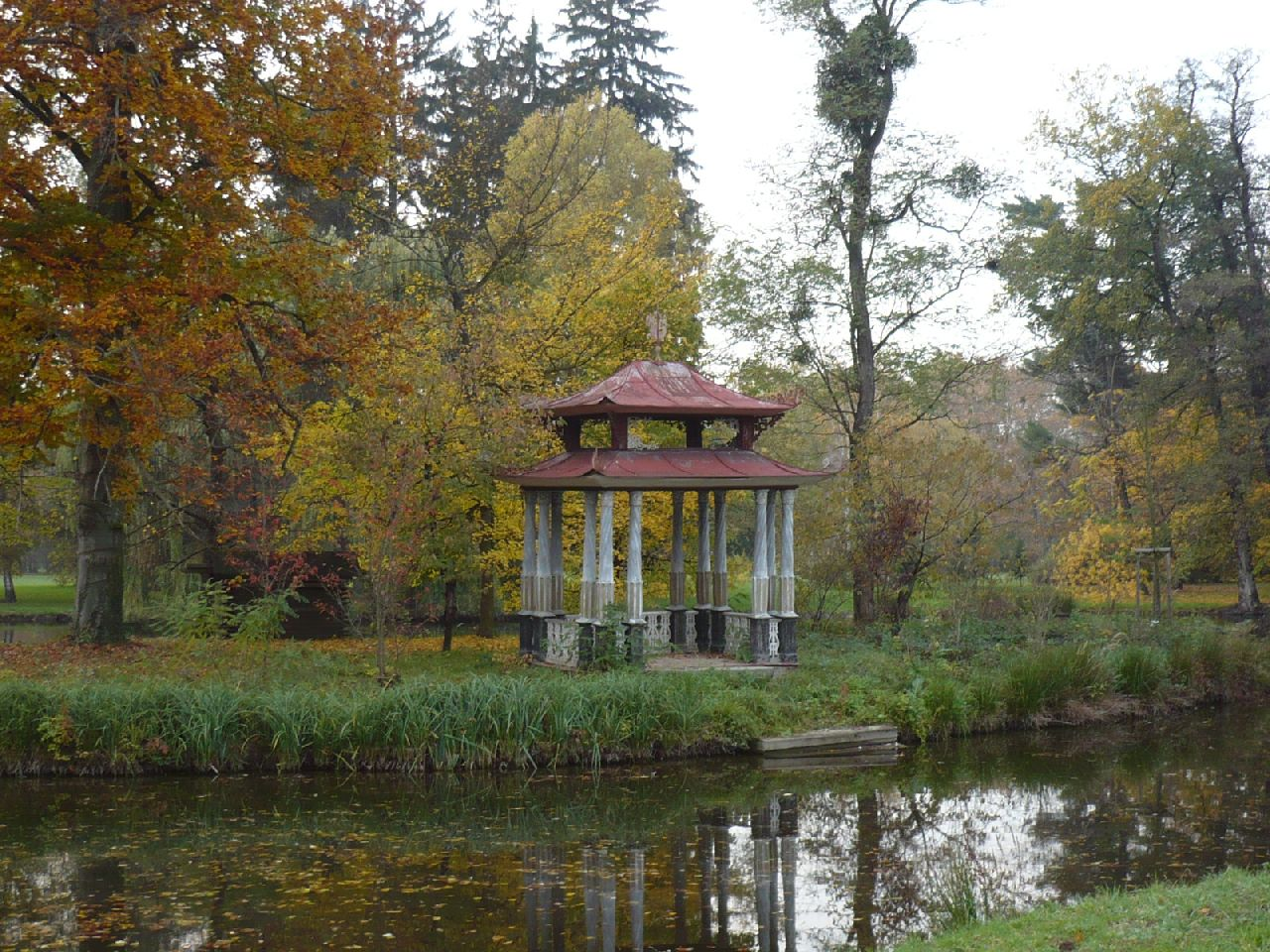
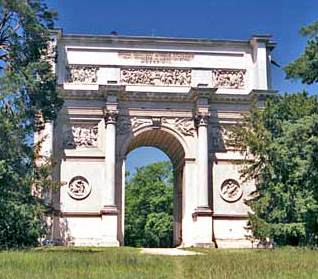
Napodobeniny historických nebo mytických staveb
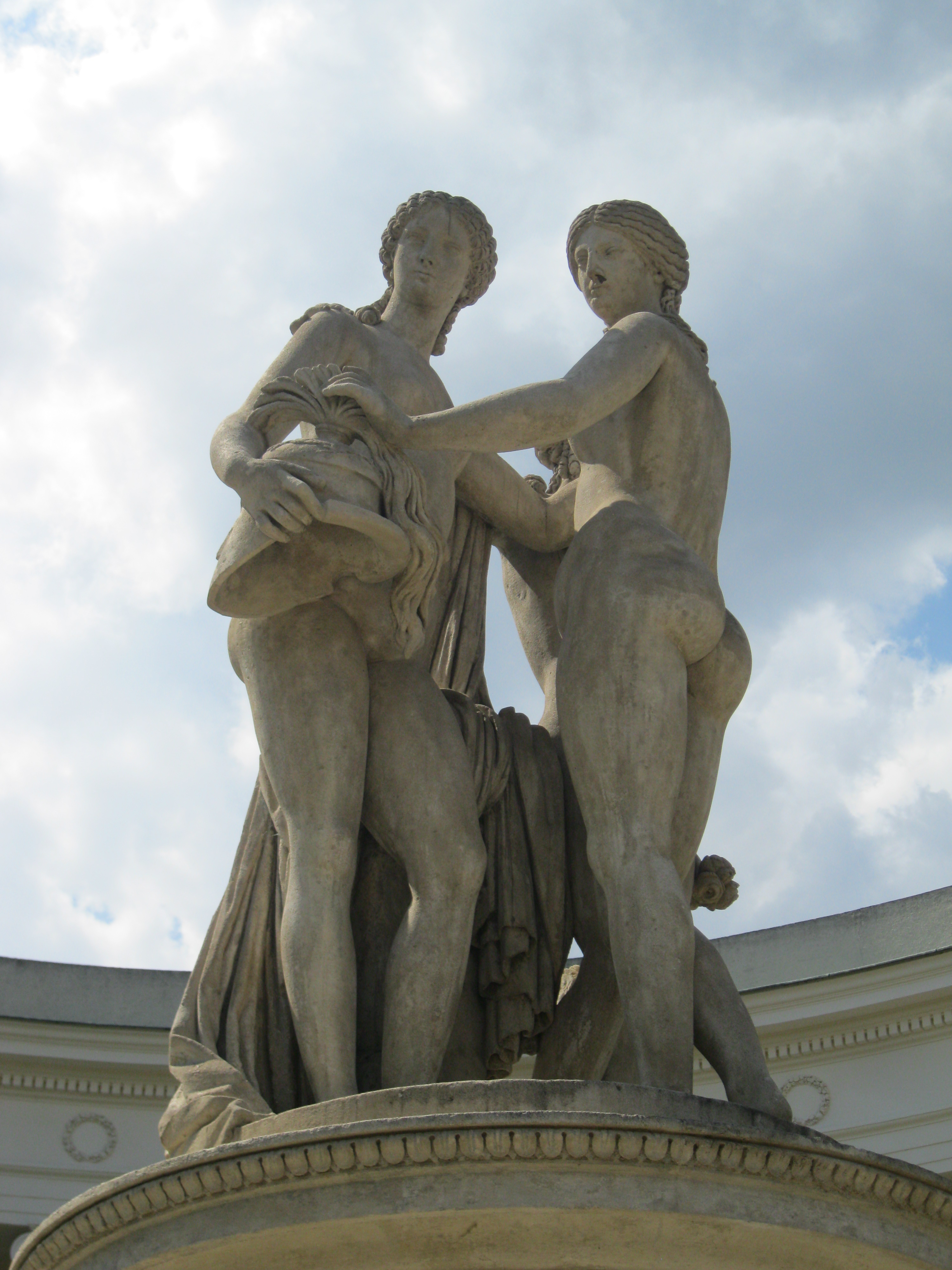
Napodobeniny antických a jiných soch
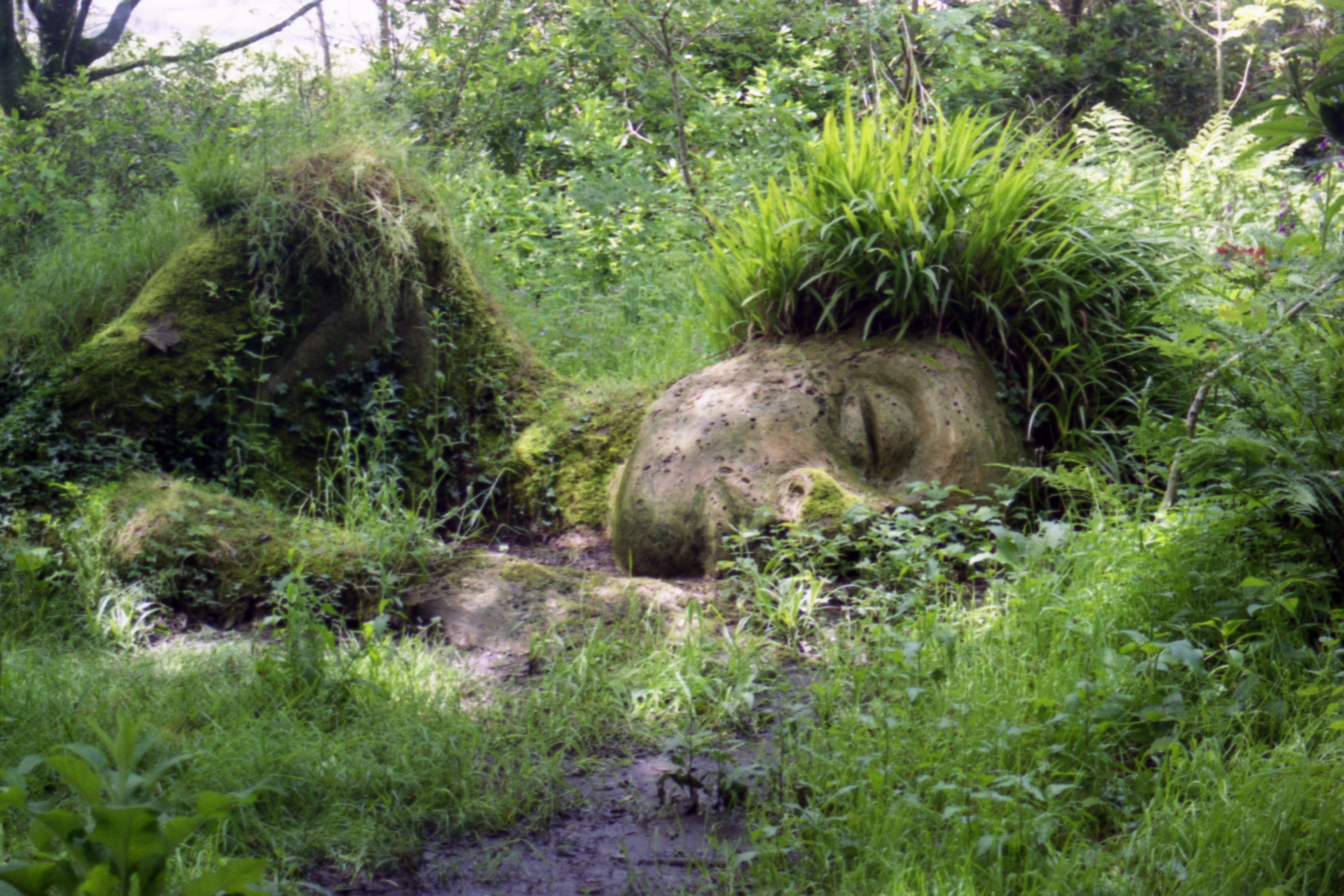
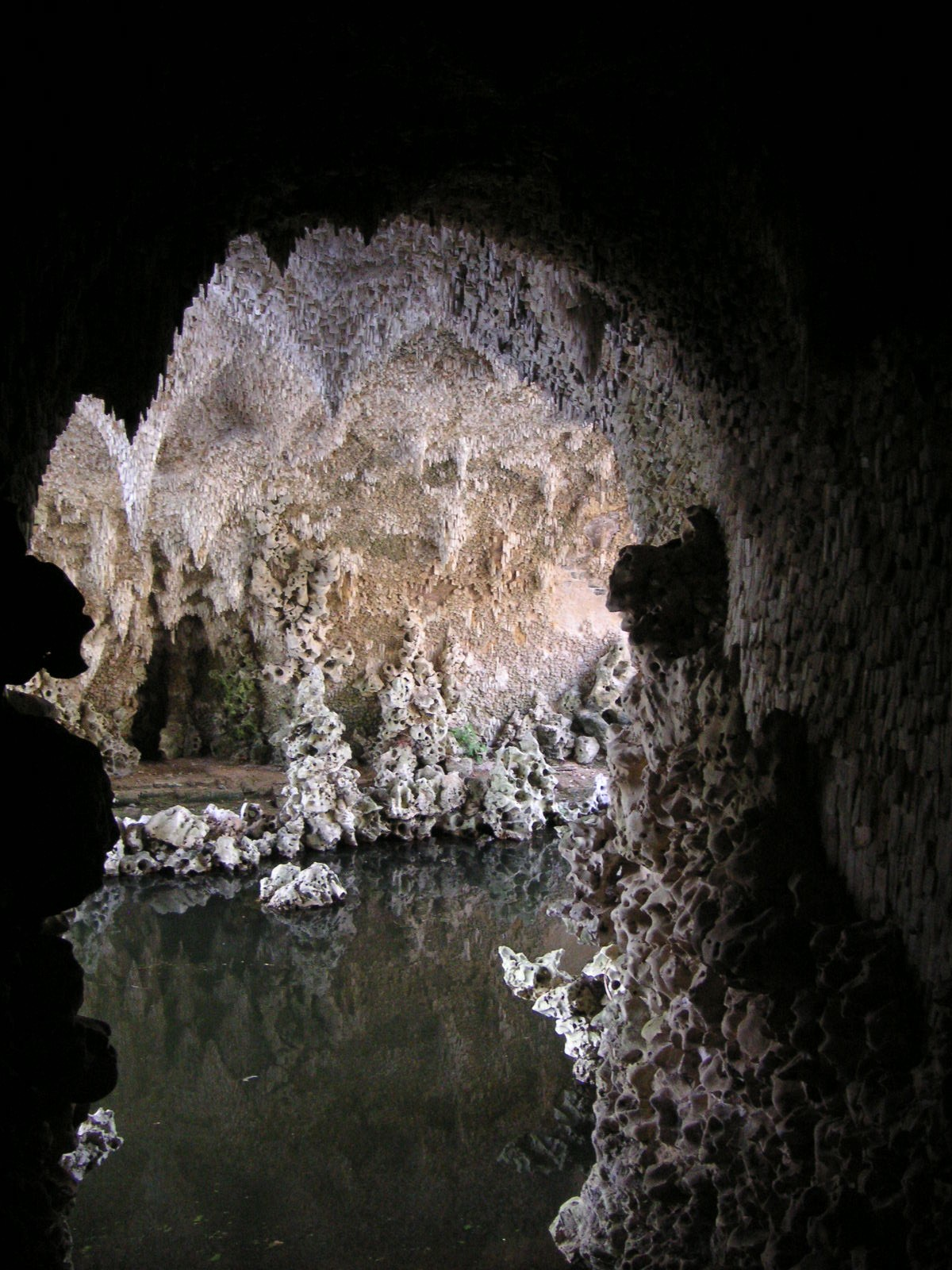
Umělá jeskyně - grotto
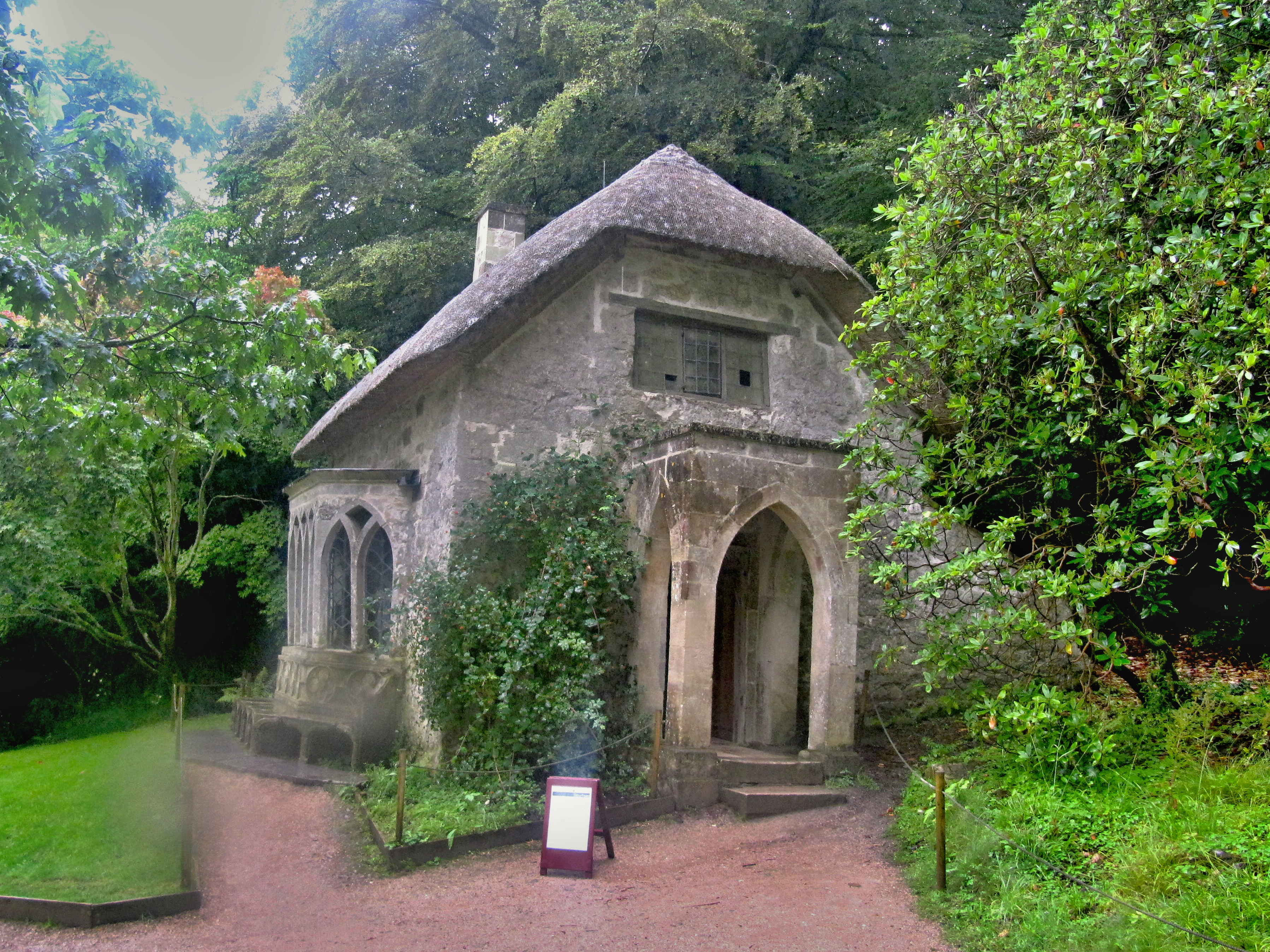
Umělý, okrasný dům

Jiné
Jako estetický romantický doplněk byly najímány (nebo jim bylo poskytnuto obydlí) osoby, aby představovaly pracovité vesničany, moudré poustevníky, vrátné atp. Za významný estetický doplněk bylo považováno oživení scenérie divokými nebo chovanými zvířaty. Jako takový doplněk byly používány:
- ovce
- krávy
- laně, srnci, jeleni, daňci
- ryby

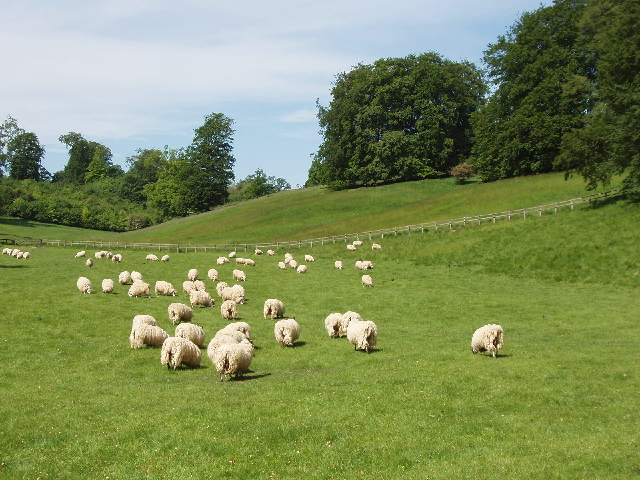
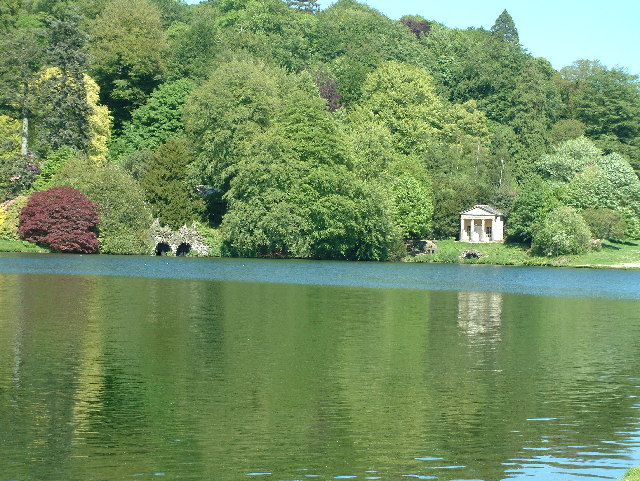
Celkový pohled

#### Stavební doplňky
Ačkoliv se kýčovité prvky, nebo zahrady zaplněné atrakcemi vyskytovaly i v Anglii, evropské "anglické zahrady" jsou charakteristicky vytvořeny v menším měřítku a jsou plné atraktivních doplňků, romantických prvků. Mohou někdy působit až poněkud kýčovitě. Typickým úkazem v evropských přírodně krajinářských zahradách byly osoby představující za úplatu poustevníky v romantických umělých jeskyních.
Velkou změnou anglických zahrad od klasicistních předchůdkyň bylo zrušení ohradních zdí a rozšíření zahrady o okolní krajinu. Aby pohled na krajinu nerušily ploty a cesty, bylo oplocení a cesty umístěny do terénních sníženin, případně příkopů. Krajina potom vypadala nerušeně.

### Některé rysy a termíny
- Na konci 19. století se mezi prvky prosazovaly atraktivní cizokrajné rostliny, z kompozice se stává expozice, amatérská botanická zahrada, takže kompozice je často roztříštěná. Tento způsob úpravy byl nazván „gardenesque“ (lze přeložit jako zahradeskní či zahradní). Jde o vadu, která je běžná i v úpravách v 21. století.

- Romantické prvky v zahradách byly často kopírovány z dobových romantických maleb, tedy oslavují a napodobují antiku (sochy, chrámy), gotiku (kostely, „domky“), stavby v asijských zemích (minarety, altány), Africe (pyramidy), rustikální stavby anebo zříceniny, z barokní zahrady jako častý prvek občas bývá převzata například jeskyně – grotto. Tyto umělé stavby bývají nazývány „follies“ (stavby určené pro okrasu). Často jsou dílem majitelů, amatérů a nadšenců. Nejen kritici stylu „anglický park“, i sami jeho architekti už v 18. a 19. století někdy tyto prvky, zejména jejich často absurdní způsob použití, často odsuzují.

- Nejčastěji a už od počátku prvních parků v tomto stylu je úsilí o úpravu anglického a přírodně krajinářského parku směřováno k vytvoření malebné kompozice, vzorem je „pictoresque“, malebnost. Jde zpočátku opravdu doslova o snahu o kopírování maleb, obrazů, emotivních a romantických situací, poetičnosti a atmosféry a dokreslování atmosféry poetickými prvky. Malebnost u dobře upravených parků a zahrad ve stylu anglický park a současných přírodně krajinářských parků však spočívá v zručné práci s hmotami zeleně, vody a terénem, a ve vytvoření nebo výběru vhodných pohledů na kompozici. Termín „pictoresque“ pokrývá i tyto pozitivní stránky.

## Architekti
Někteří architekti tvořící ve stylu anglického parku:
Na výsluní mezi teoretiky stylu anglického parku je svými pracemi zařazován Joseph Addison, Alexander Pope , Edmund Burke, hrabě z Shaftesbury. Ovšem byli nejen teoretiky, ale pomáhali a spolupracovali při tvorbě některých parků a vytvořili i praktické předlohy stylu. Často je za zakladatele stylu "anglického parku" považován veřejnosti široce známý a populární Brown. Skutečnými zakladateli a architekty prakticky aplikujícím metody tohoto zahradního slohu byli Wiliam Kent a Charles Bridgeman.
William Kent (1685–1738) byl architekt, malíř a návrhář nábytku, který zavedl palladianský (Andreo Palladio) styl architektury do Anglie. Jeho zahrady byly navrženy tak, aby byly komplimentem italské Palladianské architektury . Spolupracoval na úpravách ve Stowe, upravil zahrady v Claremont a Esher. V Kensington Gardens, prý v přírodně krajinářském parku v Kensingtonu nařídil vysadit dokonce pahýly stromů, aby zvýšil podobnost scény k přírodním lesům.
Thomas Wright (1711 – 1786) zdá se byl populární v době smrti Kenta. Jeho narození a vzdělání, píše G. Mason, bylo nad plebejce, rozuměl kresbě, a tvořil plány podle svých návrhů, ale nikdy nebyl zaměstnán pro jejich zhotovení, což mohlo způsobit vážné problémy pro ty, kdo jeho návrhy realizovali. V Becket, sídle Lorda Barringtona, vytvořil obdivované efekty na trávníku a v Stoke, blízko Bristolu, předpokládal ozdobení podrostem z růží, tato úprava byla doporučena v čtvrtém svazku English Garden, a značně rozšířena ve Fonthill Abbey. Také navrhl vycházkovou terasu a řeku v Oatlands, obě zaslouženě obdivované. Později byla umělá řeka nezřídka mylně zaměňována za samotnou Temži.
Charles Bridgeman (1690–1738) upravil a rekonstruoval královskou zahradu v Berkshire, Windsoru, Kensingtonském paláci, Hampton Court, St. James's Park and Hyde Park (Londýn). Pracoval na několika významných zahradách v Kentu, poskytoval odborné rady v Kentu.
Lancelot „Capability“ Brown (1716–1783) byl nejvlivnější postavou v pozdějším vývoji anglické krajinářské zahrady. Začal svou kariéru v roce 1740 jako zahradník v Stowe a své schopnosti rozvíjel pod vedením Bridgemana a Williama Kenta. Vytvořil takříkajíc typizovanou představu anglické zahrady.

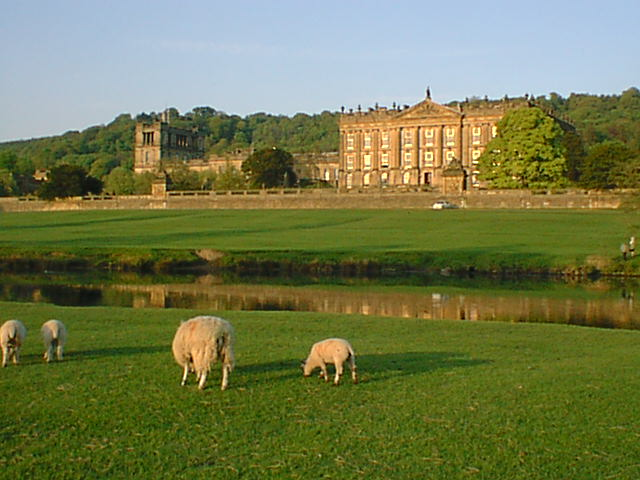
Zahrada u Chatsworth House, od Capability Browna

Křivku ve tvaru „S“ ve své praxi povýšil na princip krásy, u jeho pokračovatelů se křivka „S“ stala ustáleným klišé. Hlavními nástroji v jeho práci byly náročné terénní úpravy, voda a vegetace. Byly mu vytýkány schematické výsadby, jako vegetaci používal nekriticky smrky. Střídal tři formy výsadby:
- belting – úzké pásy výsadby po obvodu
- clumping – nakupeniny květin, keřů a stromů
- solitéry – jednotlivě vysázené rostliny.

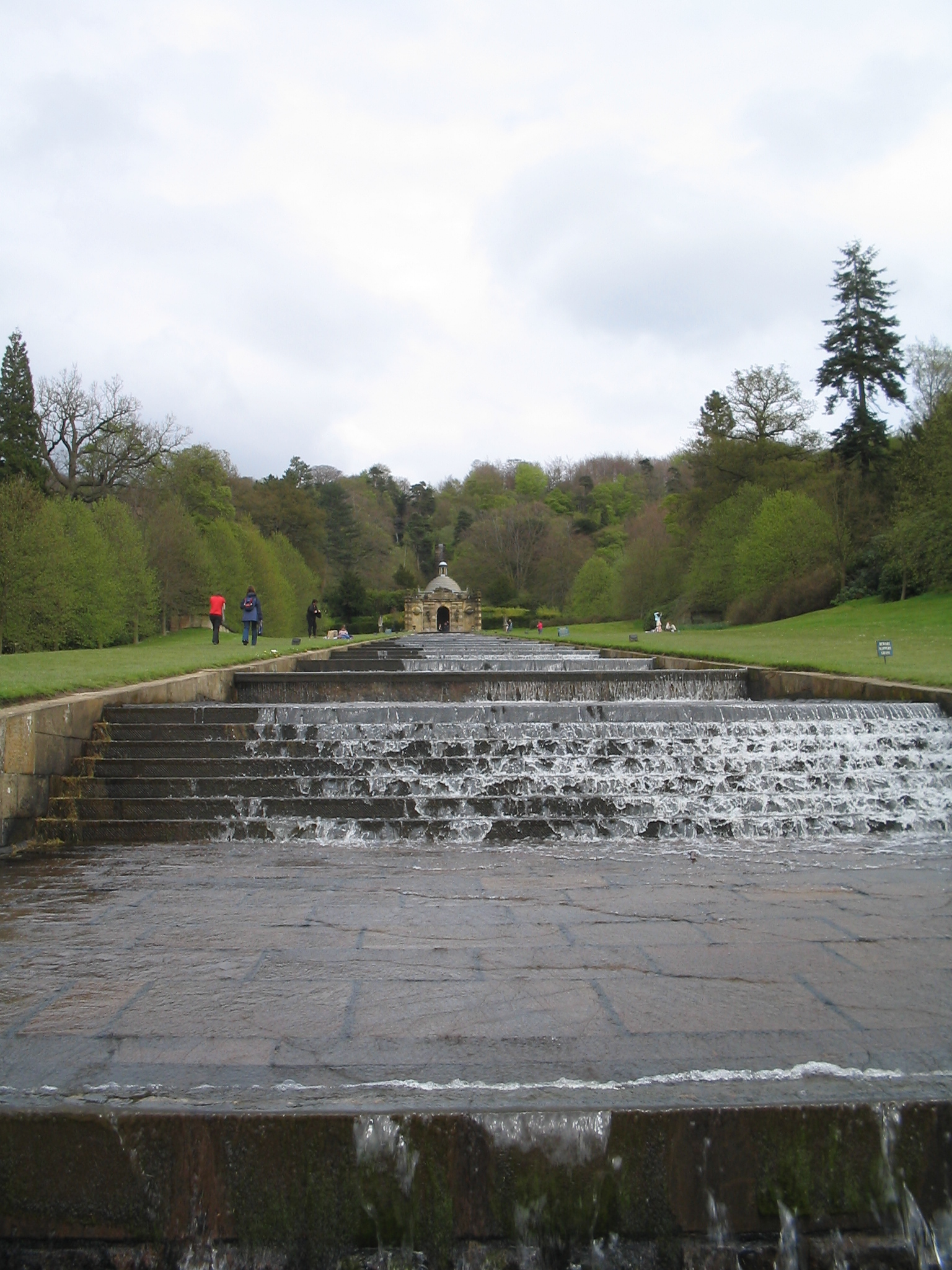
Kaskáda v Chatsworth House

William Shenstone (1714 – 1763) Je autorem ferme ornée, okrasného statku v Leasowes. Jeho dílo, park v Leasowes je považován jeden z prvních parků ve stylu anglického parku. William Shenstone byl básník a přestože ovlivnil nejvýznamnější zahradní architekty své doby a teoretiky zahradní architektury a sám navrhl významnou zahradní úpravu, není architektem.
Philip Southcote (1698–1758) byl tvůrce fermée ornée ve Woburn, (někdy Wooburn), farmy nedaleko Addlestone, v Surrey.
Humphrey Repton dokázal vytvářet architektonická díla s vkusem a řemeslnou jistotou. Přistupoval k úpravám zahrady s pragmatismem. Dovedl optimálně využít přírodní kvalitu řešeného území a navrhoval parky i venkovské vily s takovou zručností, že se stal ve své době patrně nejvyhledávanějším architektem krajinářem.
John Claudius Loudon vydal na začátku 19. století encyklopedii, která je nejen historií zahradnictví, dendrologií, botanikou, ale zabývá se i architekturou a snaží se respektovat jak architektonické pravidelné parky, tak přírodně krajinářské parky. Navazuje na H. Reptona a jeho názor, že oba styly mají své správné místo.
William Emes (také William Eames) (1729 nebo 1730–1803) Tvořil charakteristické hadovité vzorce částí jezer s jejich zakončeními ukrytými v porostu dřevin. Při práci využíval solitéry a shluky stromů, pásy dřevin kolem hranice pozemku. Vytvořil květinové zahrady v blízkosti domu v Sandon Hall, předběhnul tak pozdější dílo spisovatele a architekta Humphry Reptona.
Henry Hoare II. (1705–1785), známý jako "Henry the Magnificent", byl bankéřem a designérem vlastních zahrad.
Uvedale Price (1747–1829) Autor a spoluautor teoretických prací a polemik, ovlivnil vývoj anglického parku, stejně jako jeho spolupracovník Richard Payne Knight (1750–1824).
Stephen Switzer (1682–1745), byl zahradní architekt a spisovatel prací o zahradnictví. Aktivně se zapojil do debat o stylu anglického parku v raném období jeho vývoje jako jeho zastánce.

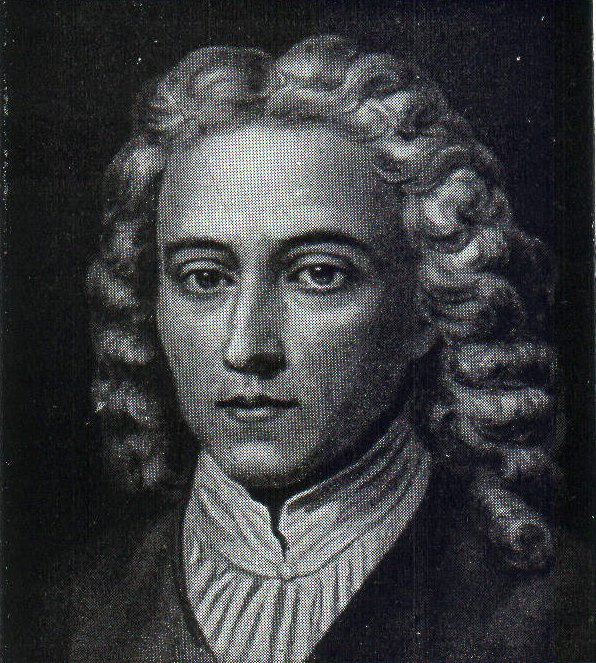
Alexander Pope
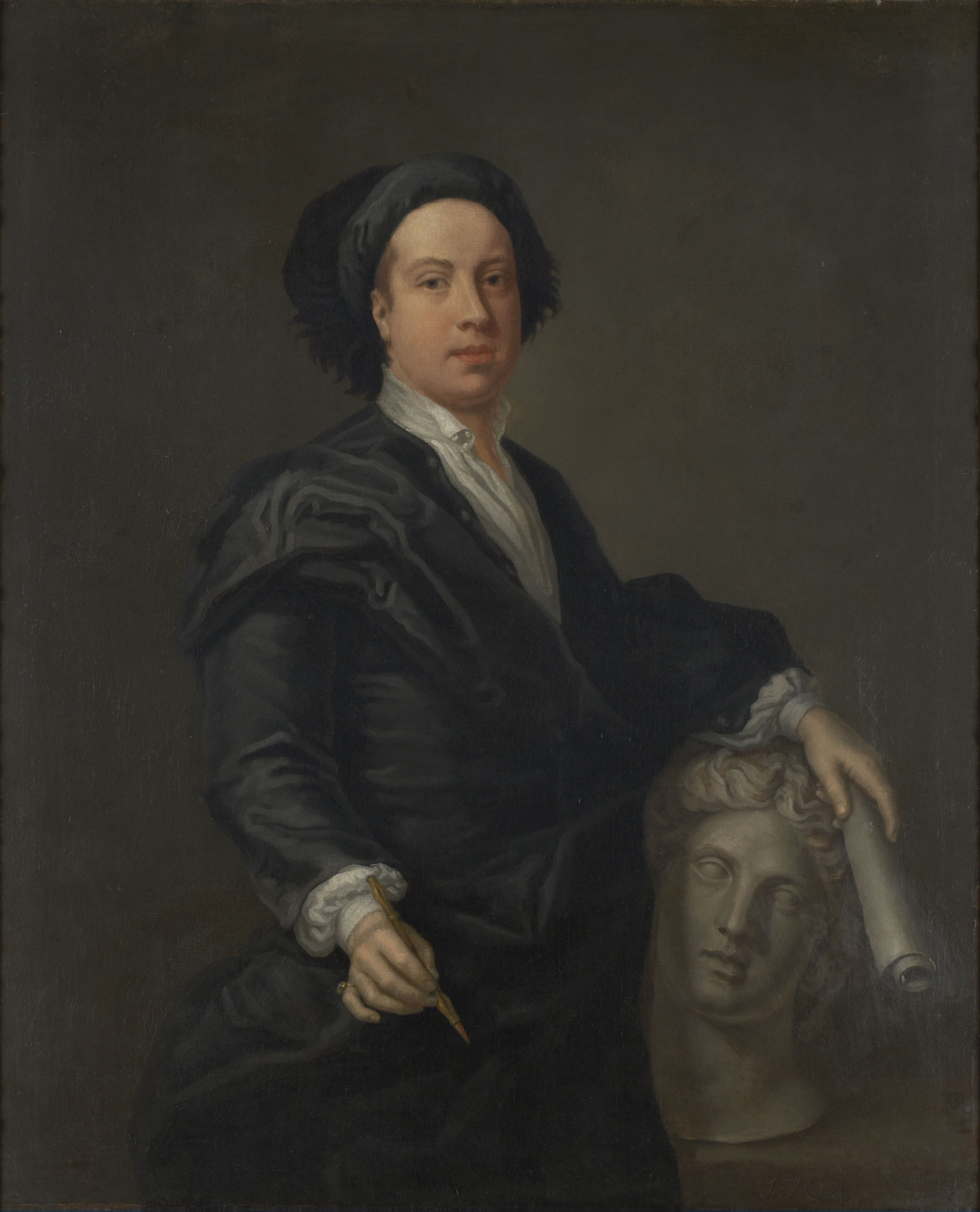
William Kent
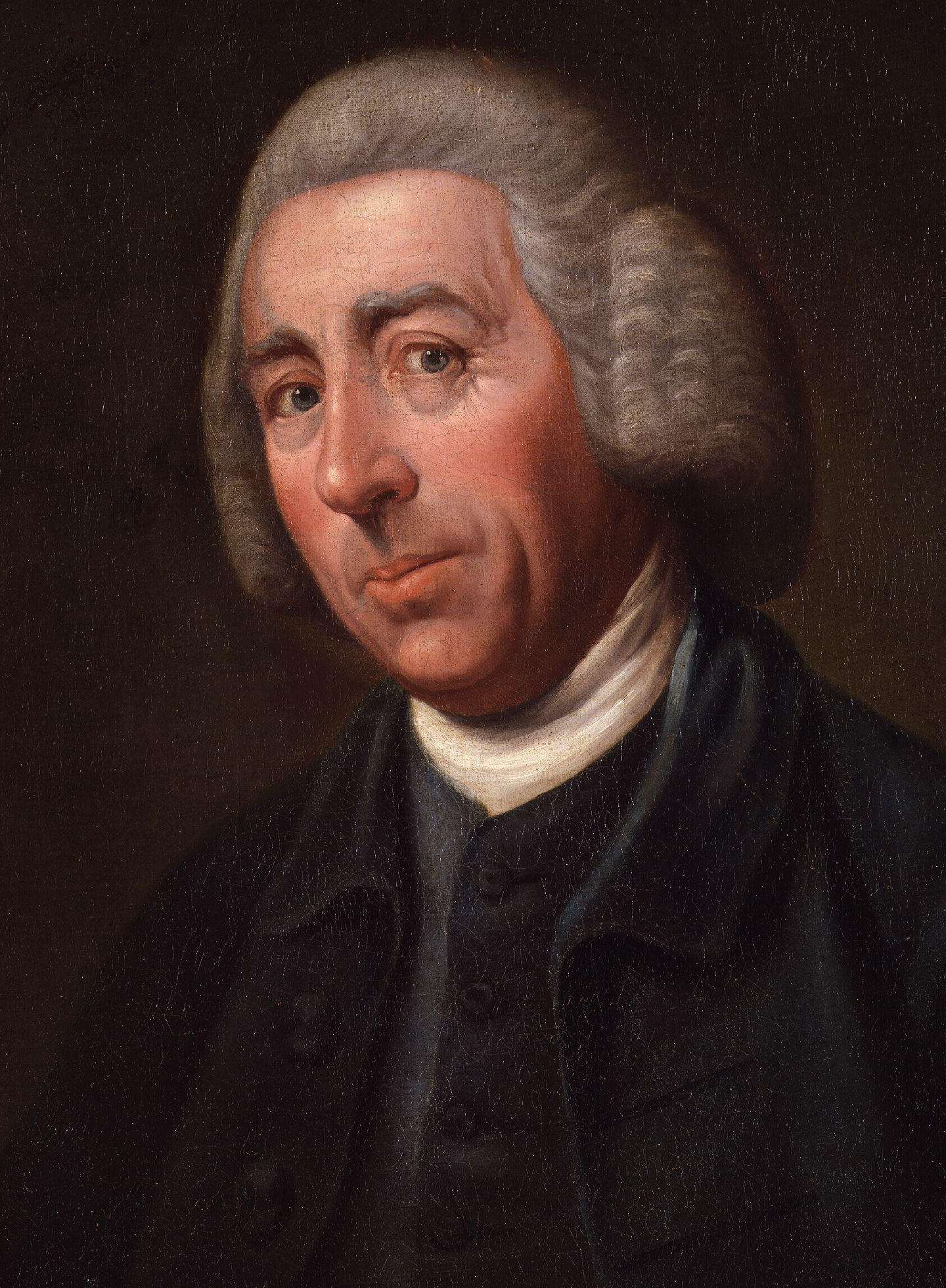
Lancelot „Capability“ Brown
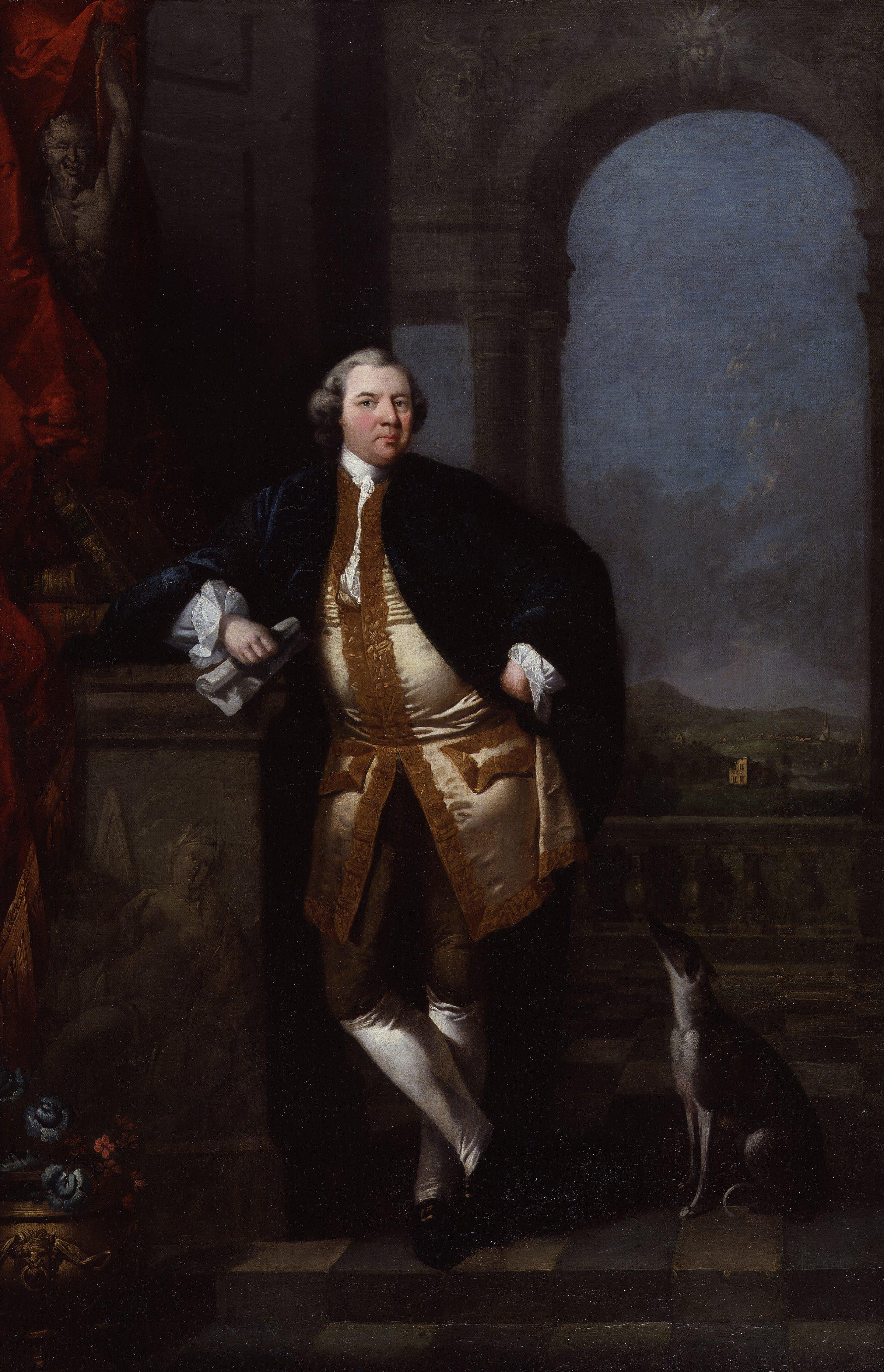
William Shenstone
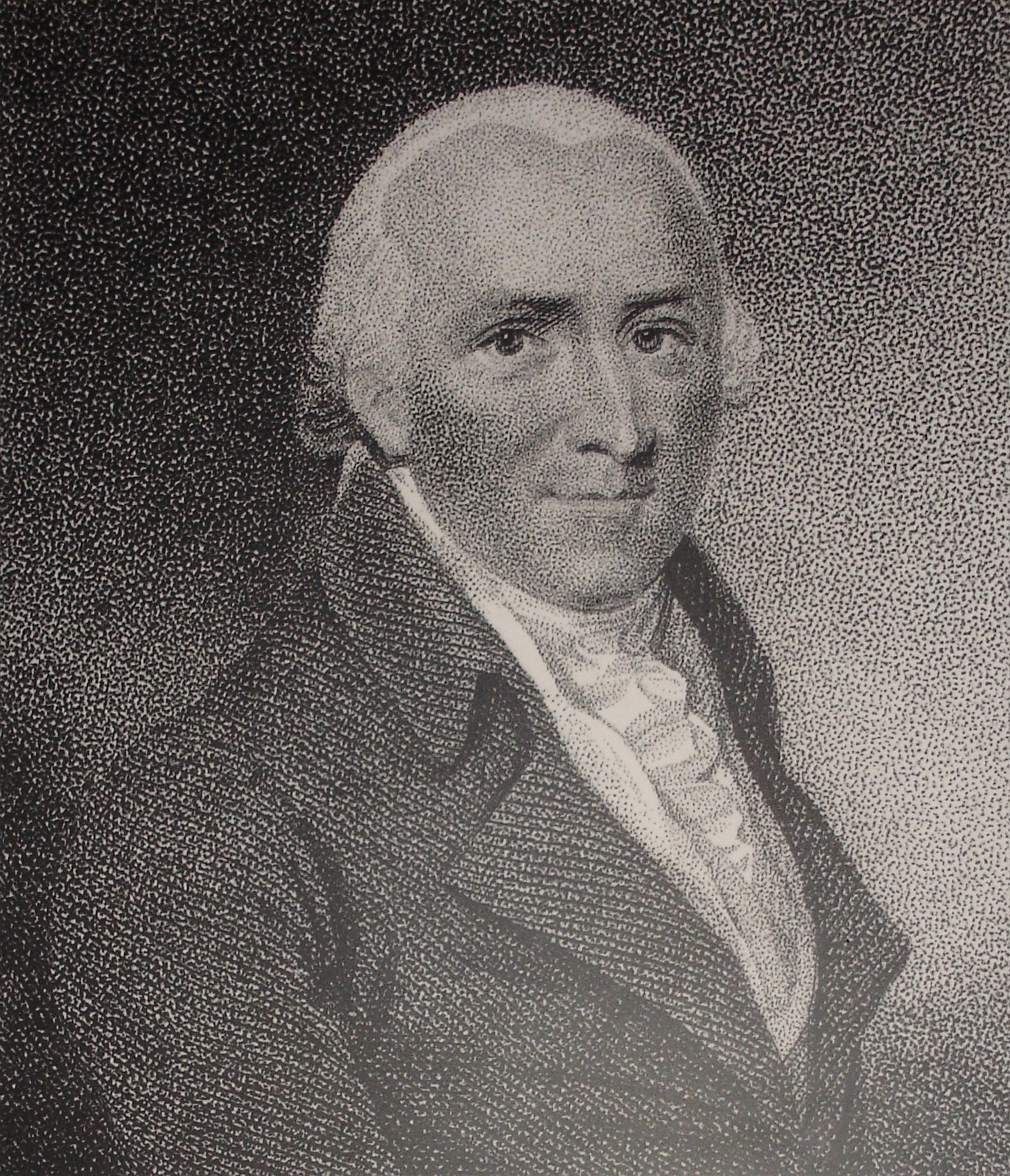
Humphry Repton

## Příklady přírodně krajinářských parků

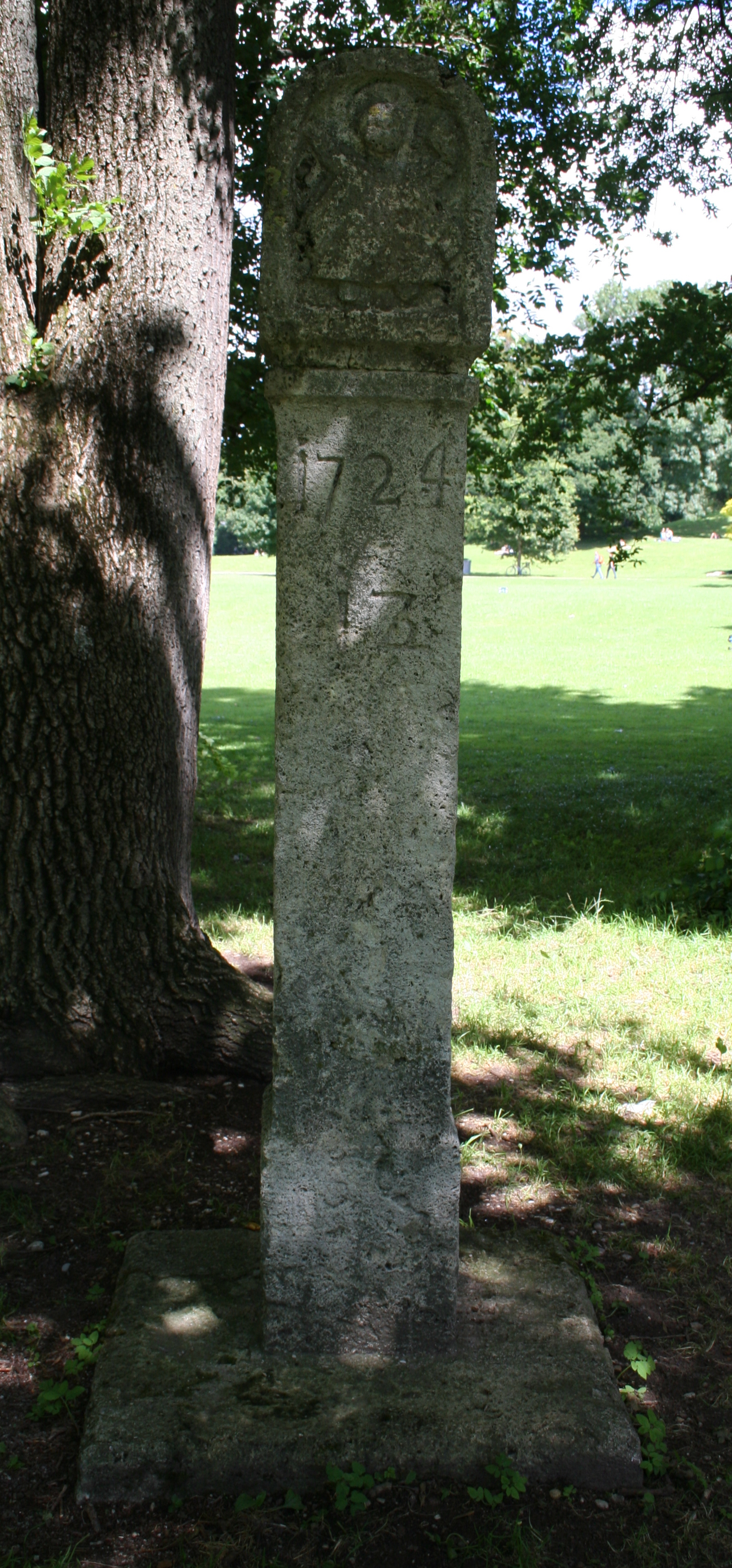
Doplňky mohou mít různou podobu.

- Biddulph Grange
- Blenheimský palác
- Dyrham Park
- Harewood
- Chatsworth House
- Chiswick House
- Kedleston Park
- Lednicko-valtický areál
- Lost Gardens of Heligan
- Painshill
- Podzámecká zahrada
- Prior Park (anglický park)
- Rousham House
- Sheffield Park Garden
- Stowe House
- Stourhead
- Studley Royal Park
- Zámek Howard
- Zámecký park Průhonice
- Zámecký park Měšice

## Psychologické působení anglického parku
Na lidskou psychiku působí nejlépe krajina připomínající anglický park – s rozsáhlými travnatými plochami a skupinami stromů. Uvědomí si to každý, kdo delší čas pobýval mezi velkými širými lány, v temném hustém lese nebo v kamenném městě bez zeleně. I zemědělská krajina postrádá po čase malebnost, což se negativně projevuje i v cítění a jednání lidí. To je důvod, proč je anglický park zpravidla součástí sanatorií, lázní a léčeben . Anglický park působí romanticky, snivě, podporuje oproti uniformnímu francouzskému stylu, individualitu, volnost, přirozenost, dává šanci náhodě, připravuje překvapení, nebo může nabídnout záhadnost, ale v každém případě zde vítězí nepravidelnost nad geometrií a tedy i představivost nad předvídatelností. Francouzský park připomíná zemědělskou krajinu a může působit i únavně a díky opakování motivů do nekonečna i depresivně.
Zatímco anglickým parkem se lze volně toulat, ve francouzském parku je nutné držet se cestiček mnohdy klaustrofobicky působící sevřením mezi temnými zelenými zdmi živých plotů. Naopak přírodně krajinářský park může vzbuzovat deprese v pacientech s psychologickou úzkostí z otevřených prostranství – agorafobií.

## Anglický park v literatuře
Výstižný, jakkoliv poetický, popis anglického parku v části Anglických listů podává Karel Čapek:
„…Otvírá to zázračnou možnost jít jinudy než cestou a přitom sebe sama nepovažovat za škodnou, rošťáka nebo anarchistu.…“
Mezi významné publikace o stylu anglického parku, které přichází v 18. století na trh, patří 

- Spectators od Addisona a Popeho
- Epistle určené Lordu Burlingtonovi, podrobně se novým stylem zabývá také Shenstone v Unconnected Thoughts které publikoval v roce 1716 a znovu v 1764.
- Essay on Design in Gardening od G. Masona, které jsou v tomto období často citovány, byly poprvé publikovány v roce 1768 a později v roce 1795. Jsou však spíše historickou a kritickou prací než didaktickým dílem. V roce 1770 publikoval Whately
- Observations on Modern Gardening, které jsou významnou prací pokládající základy a standardy tohoto stylu anglických zahrad. Analyticky se zabývá prací s materiály, kompozicemi a nakonec objekty. Jeho styl byl označen Ensorem (George Ensor J.P., 1769–1843) za nenapodobitelný. Popisy, kterými své studium doprovázel ve svém díle
- Essays on the Nature and Principles of Taste, byly velkou měrou kopírované a oceňované (např. knězem a spisovatelem Archibaldem Alisonem, 1757–1839). Kniha byla brzy přeložena do evropských jazyků na kontinentu a vychválena v Mercure de France, Journal Encyclopedique a Journal. G. Mason však nesouhlasil s Whatelyho hlavními názory kvůli několika málo chybám či spíše zvláštnostem, které se v knize nalézaly. Whately byl tajemníkem hraběte ze Suffolku a vlastník Nonsuch Parku v Surrey, vydal pouze tuto práci a brzy nato zemřel.[L 4]
- The English Garden (Anglická zahrada), báseň kněze W. Masona, byla zveřejněna ve čtyřech různých knihách, v první z nich se objevila v roce 1772. S výjimkou čtvrté knihy byla přijata s ohromným potleskem. Pokyny pro výsadby jsou zvláště poučné. Jeho dílo může bývá srovnáváno s Observations on Modern Gardening od Whatelyho. Obě tyto knihy daly jasný pohled na moderní styl. Jako první je následovali liberálně smýšlející a kultivovaní Angličané, zatímco
- Dissertation on Oriental Gardenings (Pojednání o orientálním zahradnictví) od sira Williama Chamberse, publikované v roce 1772, vyvolalo posměch absurdními imitacemi nevzdělaných amatérů a mistrů, kteří neměli žádnou jinou kvalifikaci než tu získanou prací s rýčem pod vedením oslavovaných umělců.

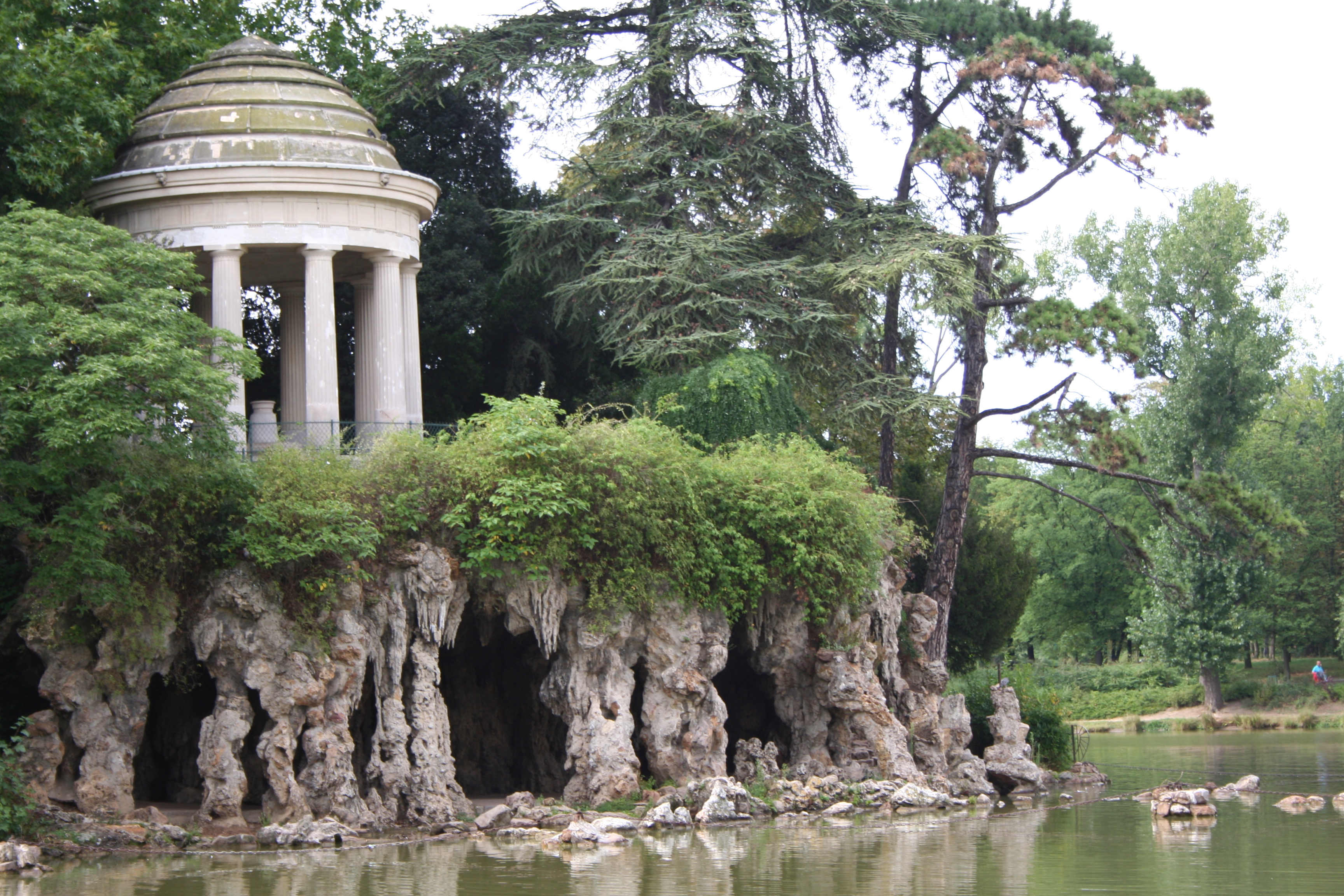
Bois de Vincennes, romantická krajina evropských parků je více naplněna atraktivními doplňky, než u parků v Anglii

## Dobový kontext
Je vhodné si uvědomit, že nákladné parky s mnoha ozdobnými stavbami v tomto stylu vznikají především v období 1714–1850. Motivy tvarující vznik parků, rostlinné materiály a ideály které ji vůbec umožňují, jejich výzdoba a rozšíření, jsou odrazem doby a pro jejich pochopení je vhodné poznat nejen ekonomickou situaci, ale i atmosféru doby. Ta je zcela odlišná od 21. století. Lze vidět znaky pokroku ale i primitivismu. Rysy vývoje a pokrok se liší v různých oblastech planety. Zatímco v USA vzniká státem placená policie, v Německu vzniká první továrna na čokoládové pralinky, v Británii staví sirotčince a vzniká univerzita v Oxfordu. Anglie a celá Evropa má jedno společné, je nasycená romantikou, ideály a krví.
V Británii probíhá průmyslová revoluce a rozvíjí se bohatství obchodníků, bankéřů a továrníků. V tomto období se ve Velké Británii šíří velký hladomor na nějž umírá asi 400 tisíc osob a další emigrují, aniž by tomuto stavu politické špičky chtěly čelit. Tím se uvolňuje velké množství, původně zemědělské, půdy. Tento hladomor je následován dalším (1879). V zemi také řádí smrtící choroby jako neštovice, tubera, tyfus. Námořní piráti napadají obchodní lodě, dovážející zboží z cizích zemí, což komplikuje dovoz sazenic cizokrajných druhů. Obchodní trhy nejsou stabilní a mezinárodní obchod ohrožují války Angličanů s Francií a Španělskem a zvedá ceny materiálů. Války také probíhají mezi jednotlivými zeměmi v Evropě. Británie rovněž vede druhou opiovou válku s Čínou. Obchody vedené Východoindickou společností, tedy i dovoz zboží, ale kvetou, až do povstání v roce 1857. Obchodníci Východoindické společnosti a další ekonomické subjekty ovlivňují politiku Velké Británie. V Americe se bouří některé kmeny Indiánů, skalpují osadníky, ale jiní spolupracují a pomáhají i ve válce Američanů s Angličany o nezávislost, poté, když vypukne Americká revoluce. Následuje Velká francouzská revoluce. Newton objevuje gravitaci a je provedena první operace slepého střeva, v Oxfordu vzniká univerzita, jsou zakládány nemocnice. Linné zveřejňuje svoji práci Systema Naturae a Philosophia Botanica, základ taxonomie. V Německu jsou vyrobeny první kukačkové hodiny. V Anglii James Watt zkouší upravit parní stroj. Profesorem na univerzitě se poprvé stává žena (Laura Bassiová). Čarodějnice Janet Horne ve Skotsku, která na dceři proměněné v poníka jezdila za Satanem je upálena. Ve Virginii (britská kolonie) je Grace Sherwoodová spoutaná vržena do vody, aby bylo zjištěno, zda není čarodějnice. Voltaire tráví v Anglii poslední roky exilu. Bering proplouvá úžinou mezi Kamčatkou a Aljaškou a J. Cook se plaví na třetí výpravu. Kapitán skotské gardy dal střílet do davu, při popravě pašeráků, když dav kamenoval stráž. Kapitán byl obviněn a uvězněn a později zlynčován davem k smrti a stal se hrdinou romantické novely Waltera Scotta „Srdce Edinburghu“. Kvete trh s otroky, některé výtečné anglické zahrady jsou postaveny za peníze získané obchodem s otroky. Probíhají vykopávky v Herculaneu a Pompejích, což vzbuzuje zájem veřejnosti o antiku a do Anglie jsou importovány starožitnosti z Itálie, včetně archeologických památek. Svá díla vydává Charles Darwin, Jean-Jacques Rousseau a Immanuel Kant.
Podle nejnovějších poznatků je Země považována za sféroid, na nebi je pozorována velká kometa. Ve Francii je obdivována Madame de Pompadour Ludvíkem XV. a ve Versailles pro ni vznikají zahrady Petit Trianon. Celá společnost je společensky (lze li pominout armádu a církev) rozdělena na chudinu: dělníky, bezzemky, živnostníky, učitele; střední stav:továrníky, obchodníky, bankéře, státní úředníky; a vyšší stav: šlechtu. S ohledem na poměry ve společnosti jde v podstatě o léta zavedené kasty a tento stav se právě v tomto období s nástupem průmyslu mění. Je to zprvu šlechta a později nejbohatší bankéři a továrníci kdo je majitelem nebo dává zakládat parky v anglickém stylu. Jejich bohatství a postavení ale často s léty upadá.